# Дерев'яна архітектура Росії

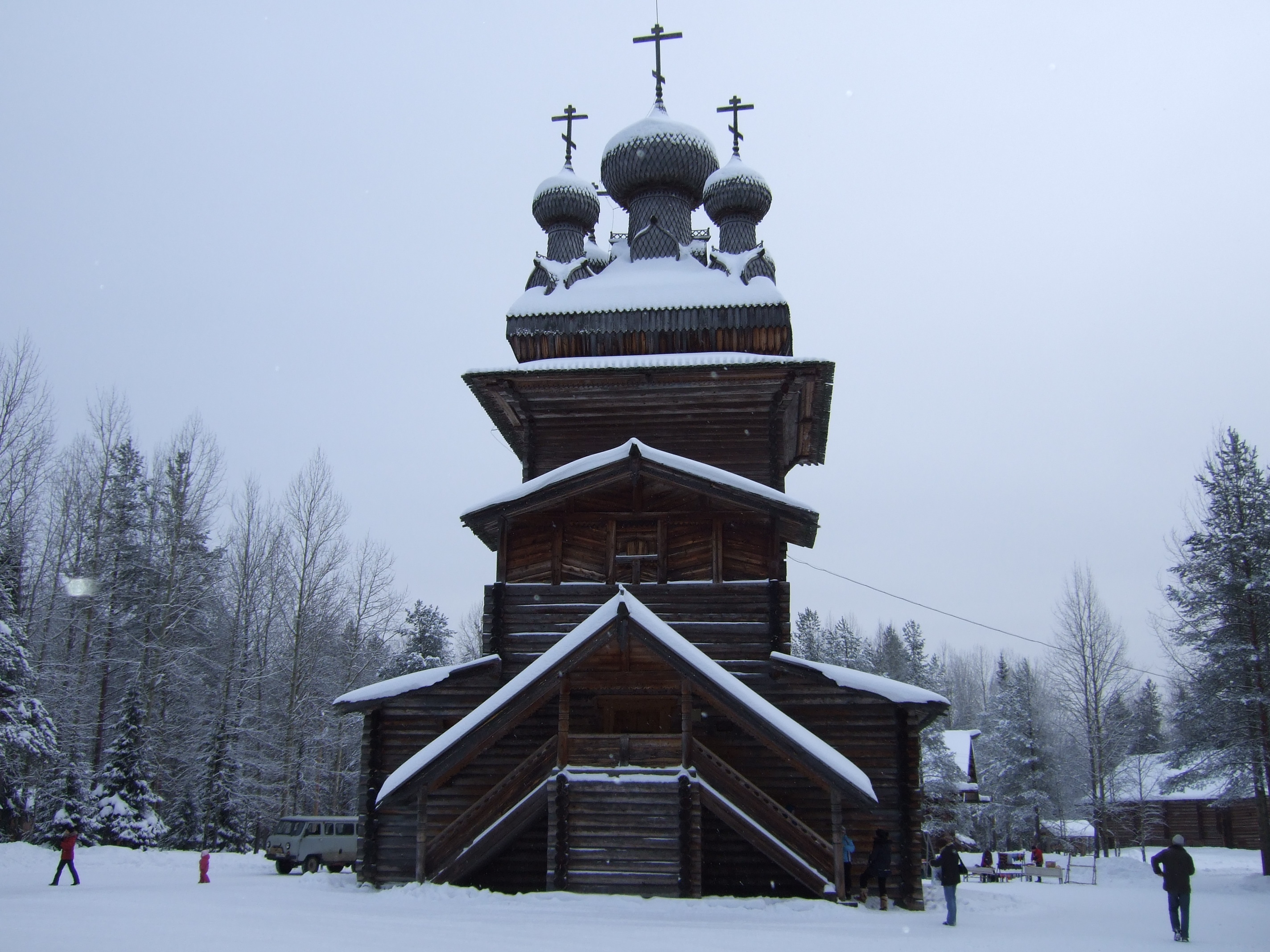
Скансен Малі Корели.

Дерев'я́на архітекту́ра Росі́ї  — уславлена сторінка історії архітектури російських земель, котра мала драматичний шлях розвитку, побутування і недбалого збереження.

## Витоки і побутування дерев'яних споруд

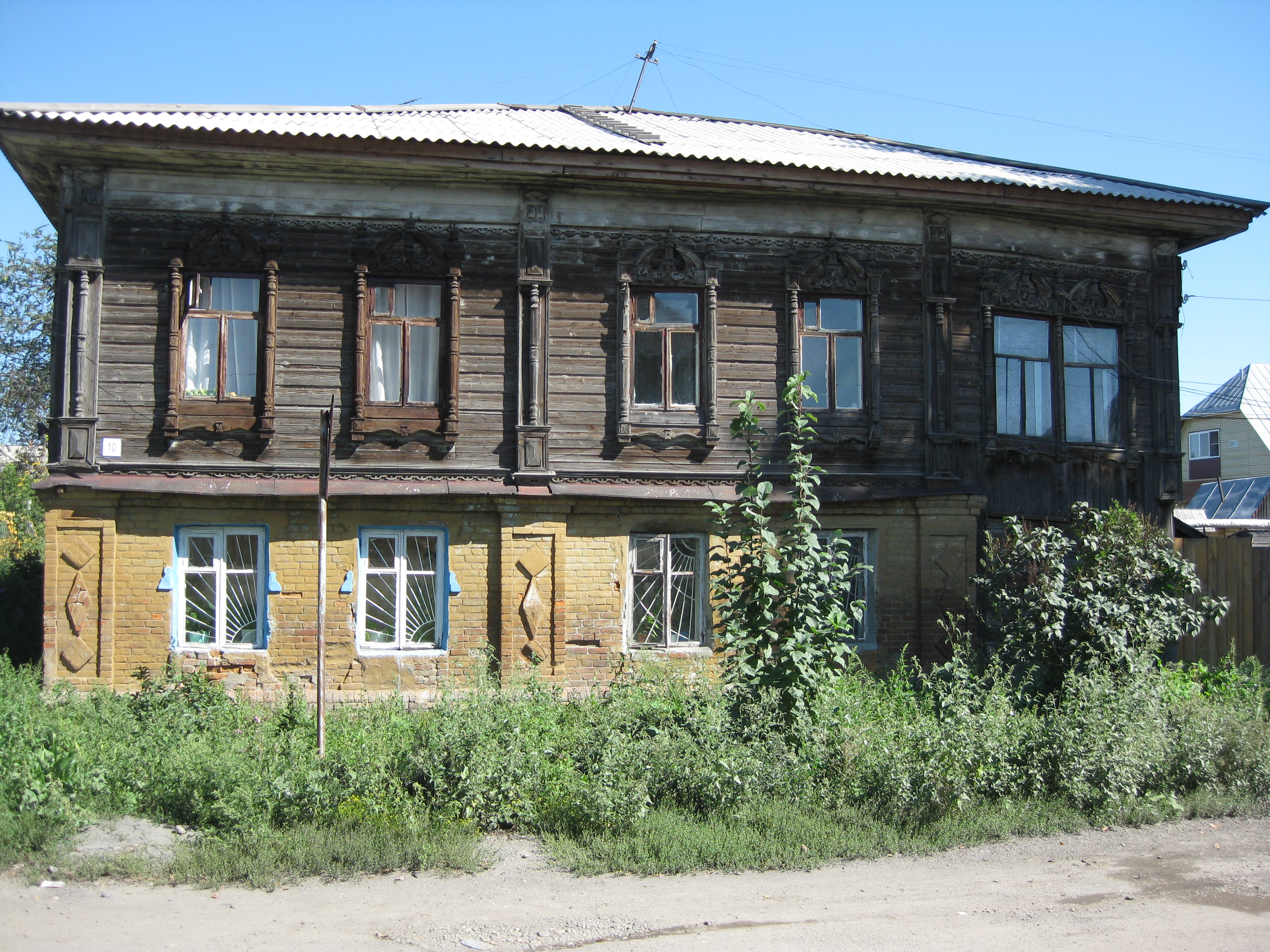
м. Бійськ, компромісний
варіант.

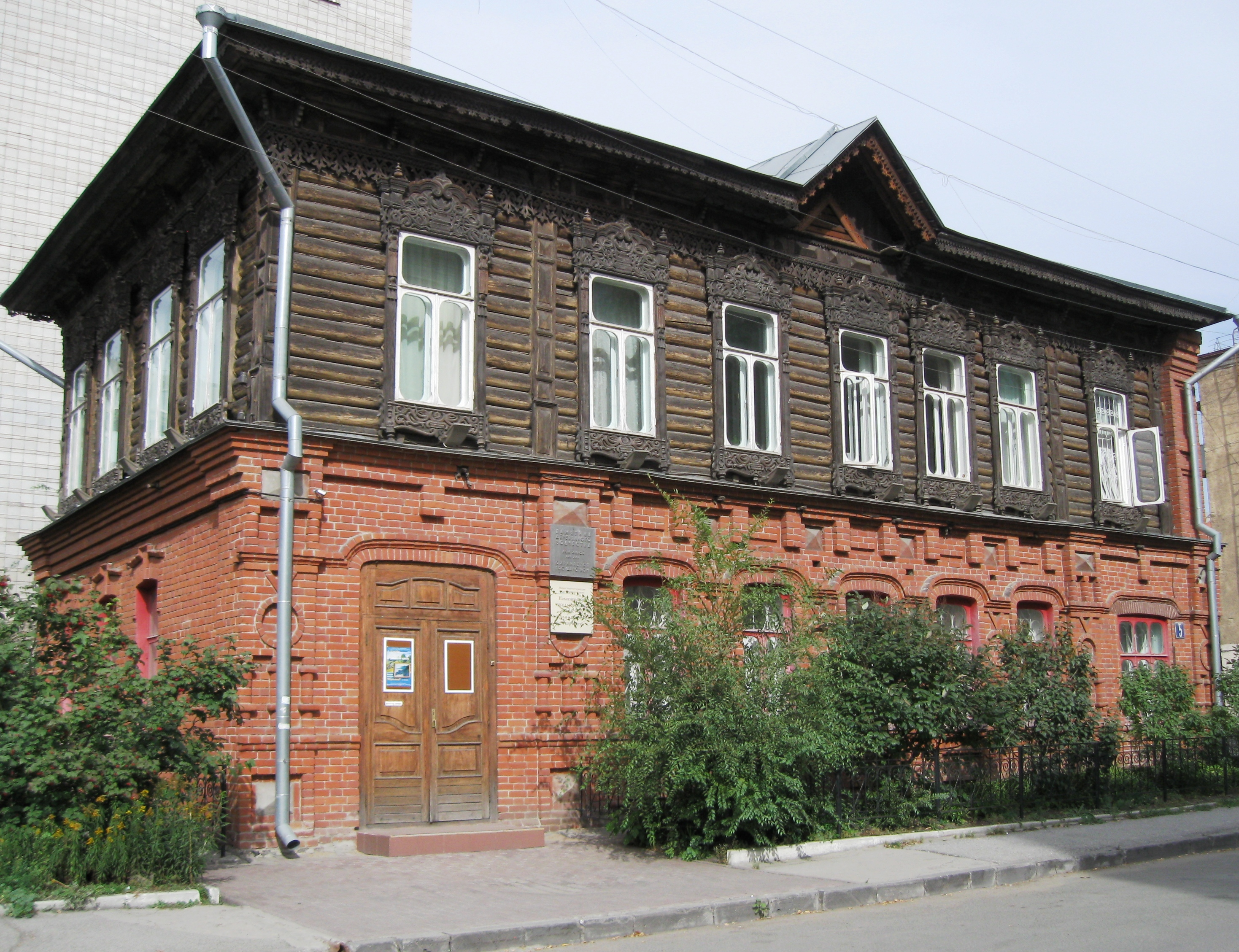
м. Новосибірськ, будинок 19 ст.

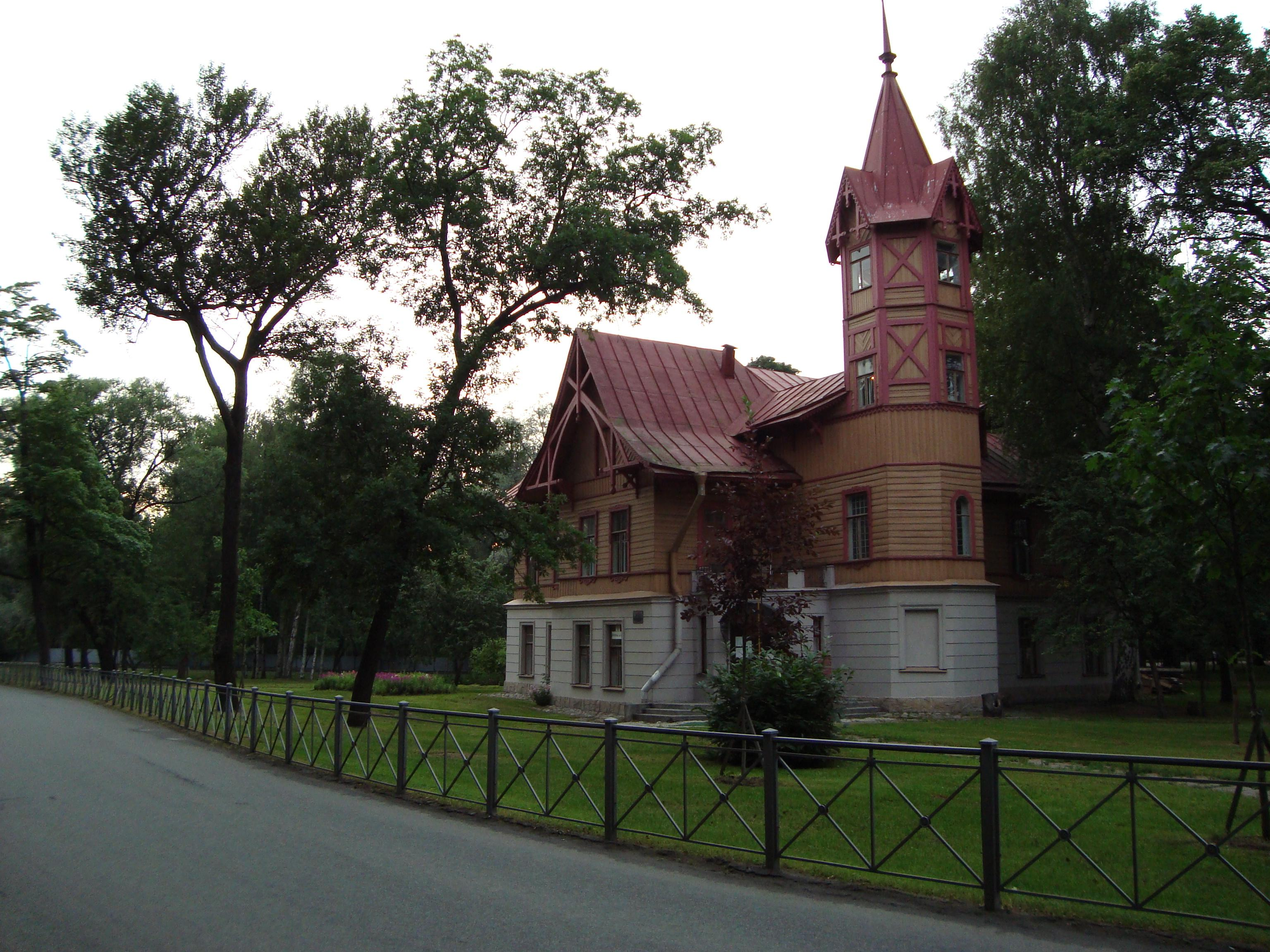
Дача Кугушевої, Кам'яний острів, Петербург.

Більшість форм національної архітектури Росії була вироблена в дерев'яній архітектурі. Деревина довгий час була найдоступнішим будівельним матеріалом в краї і передувала появі і використанню каменю і цегли в національній архітектурі. Деревина також століттями залишалась найдоступнішим будівельним матеріалом для всіх прошарків російського суспільства від періодів родоплемінного до десятиліть капіталізму. Дерев'яна архітектура Росії не зникла і в період впровадження кам'яної архітектури, в періоди, коли її витісняла архітектура кам'яна чи з інших тривких матеріалів, народивши компромісні варіанти — підмурки або перший поверх кам'яний (цегельний), другий — дерев'яний.
На відміну від іншого, дерев'яна архітектура російських земель не запозичена у татаро-монгол чи в італійських, універсально обдарованих майстрів. Також на неї мало звертали уваги російські імператори 18 ст., тому її не регулювали царськими наказами Петро I, Єлизавета Петрівна, Катерина II.
У практиці використовували колоди довжиною 5-10 метрів, лише іноді 12-16 метрів, якщо такі знаходили. Спроби видовжувати колоди (дві в одну) були рідкими, будували впритул самі зруби один за одним. Там, де неможливо було використати цілу колоду, її обробляли — в брус, в пластину (половина колоди). Аби уникати монотонності дерев'яних споруд із фактично типових деталей (пізніше ними стануть калібровані колоди), розробили виразні об'єми і додавали своєрідні деталі. Так, була вироблена ціла низка типів лиштви і різноманітних дерев'яних дахів, серед яких :
- двошатрові (двопохилі)
- чотиришатрові
- восьмишатрові
- шолом
- проста бочка
- хрещата бочка
- шатро.

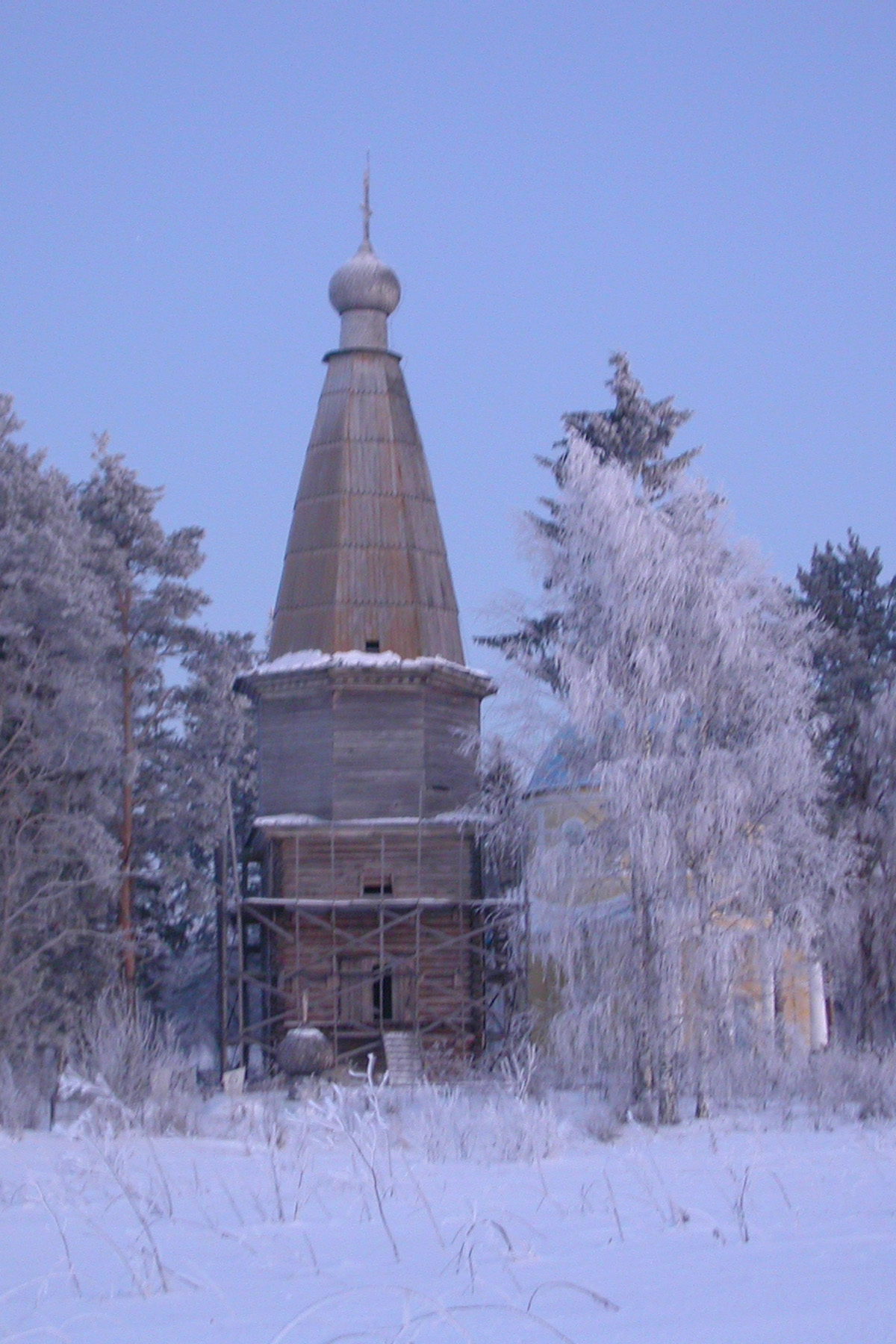
Церква Різдва Христова, Велика Шалга. До 1745 р.

Російська архітектура мала період в декілька століть, коли все будували саме з дерева — фортеці (кремлі), житла і господарські споруди, монастирські огорожі і сакральні споруди, вимостку вулиць, мости тощо. Серед дерев'яних споруд давнини — перший Софійський собор в Новгороді (989 р.), Успенський собор в Ростові (992 р.), фортечні мури Московського Кремля (1339 р., до перебудов в кам'яні)
Монотонну, переважно низку, пересічну забудову селищ і російських міст (що мало зовнішньо відрізнялись від селищ) треба було урізноманітнювати. Цю функцію виконували вежі дерев'яних фортець, церкви та вітряки, що збагачували силуети поселень і слугували висотними орієнтирами-домінантами, а на узбережжях річок і Білого моря ще й маяками. Пізніше до них додали високі дзвіниці. Суворі мури споруд прикрашали різьбою по лиштві, на стовпах. В центральних районах Московії, де вдосталь сонячного світла, використовували рельєфну різьбу. В північних районах з тьмяним освітленням і безліччю похмурих, дощових днів мала поширення наскрізна різьба. Традиція прикрашати житлові споруди різьбою дожила до 20 століття. Особливо різноманітно були розроблені типи російської лиштви, часто неповторно-індивідуальних в окремих поселеннях.

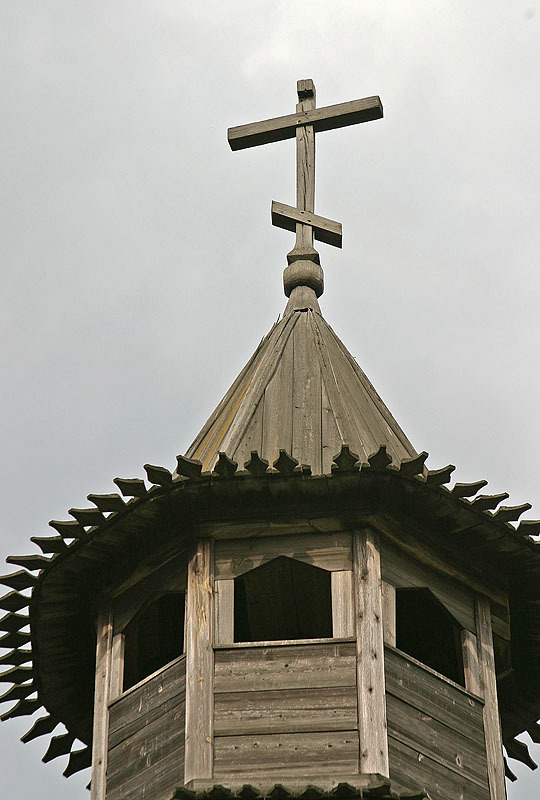
Коломенське, дах-шатро.
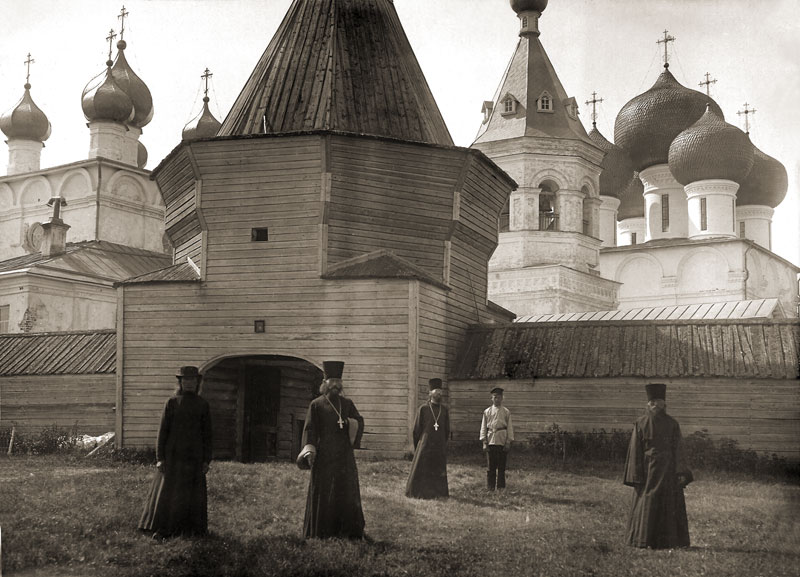
Сєверодвінськ, колишній Ніколо-Корельський монастир, фото 1906 р.
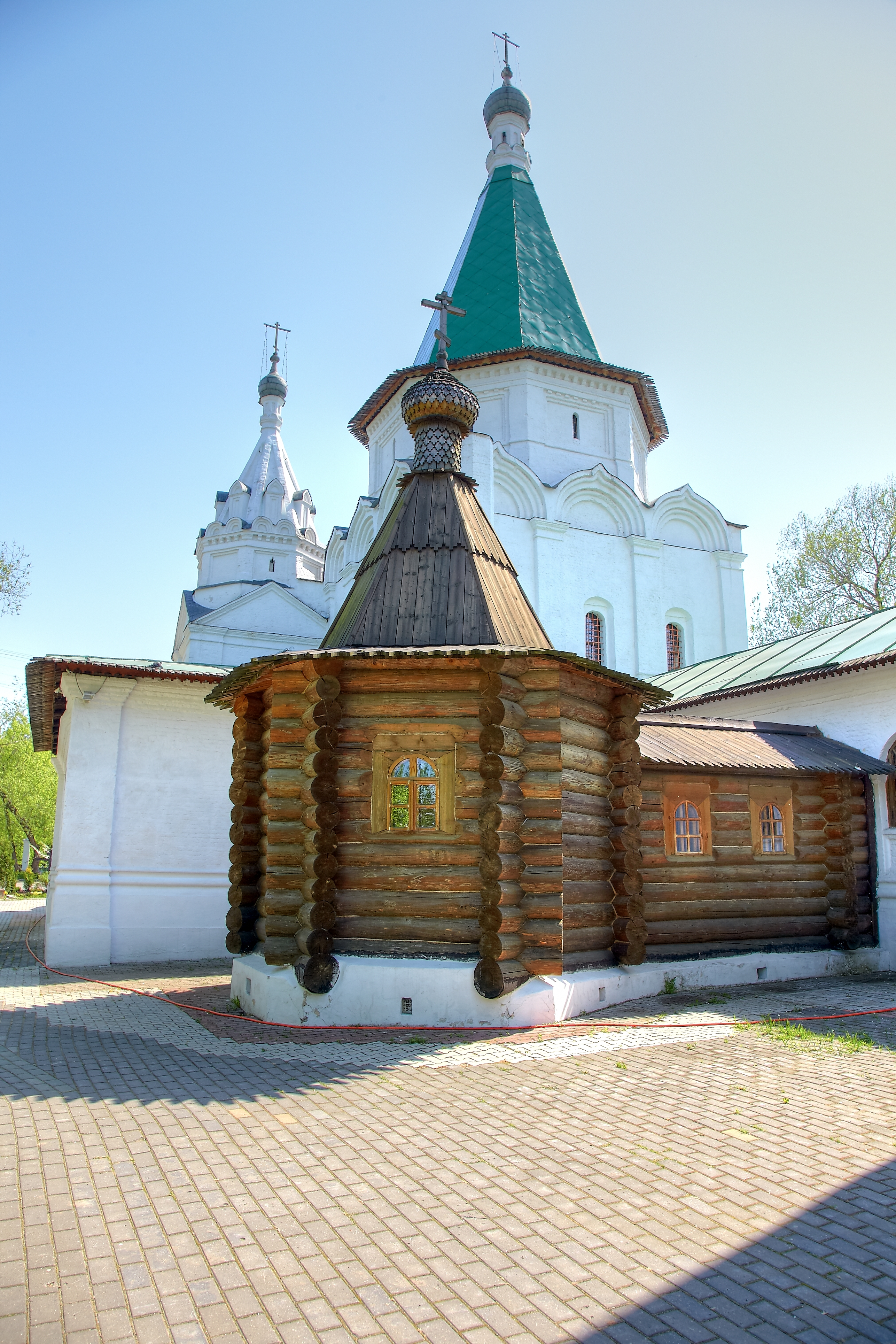
Троїцьке-Голенищево (Москва), сполучення дерева і каменя.
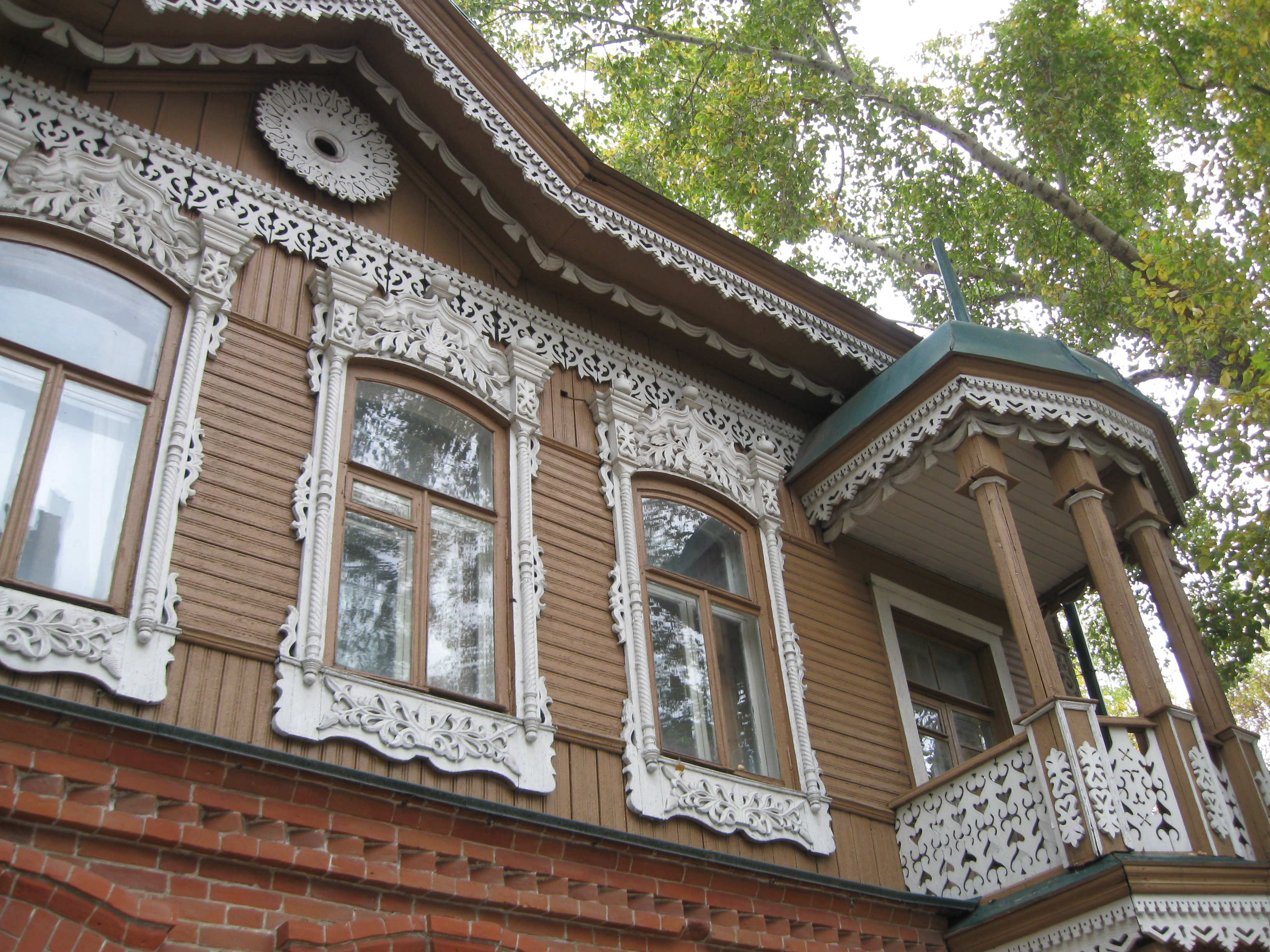
Новосибірськ, декор будинку.
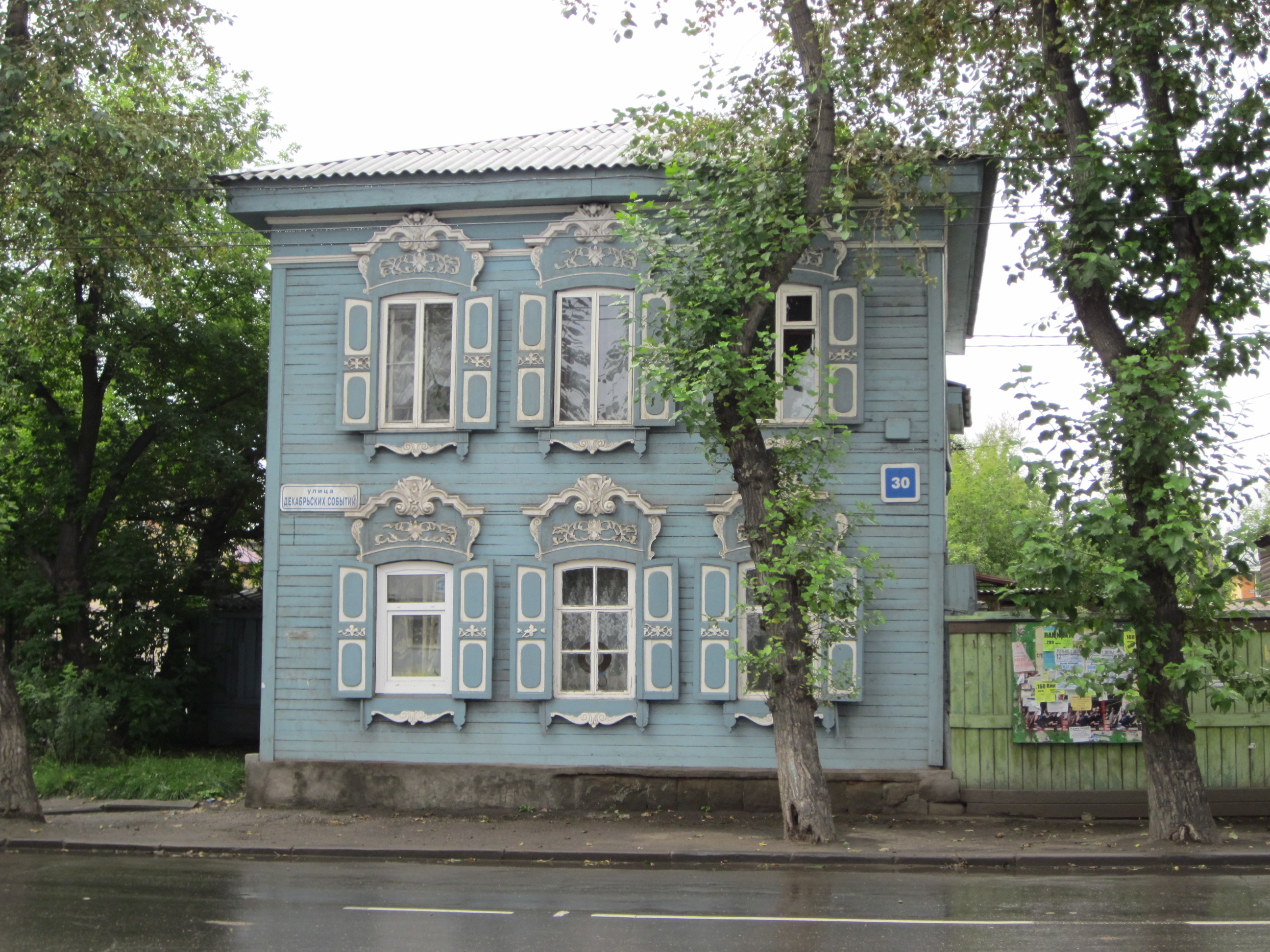
Іркутськ, дерев'яний будинок 19 ст.
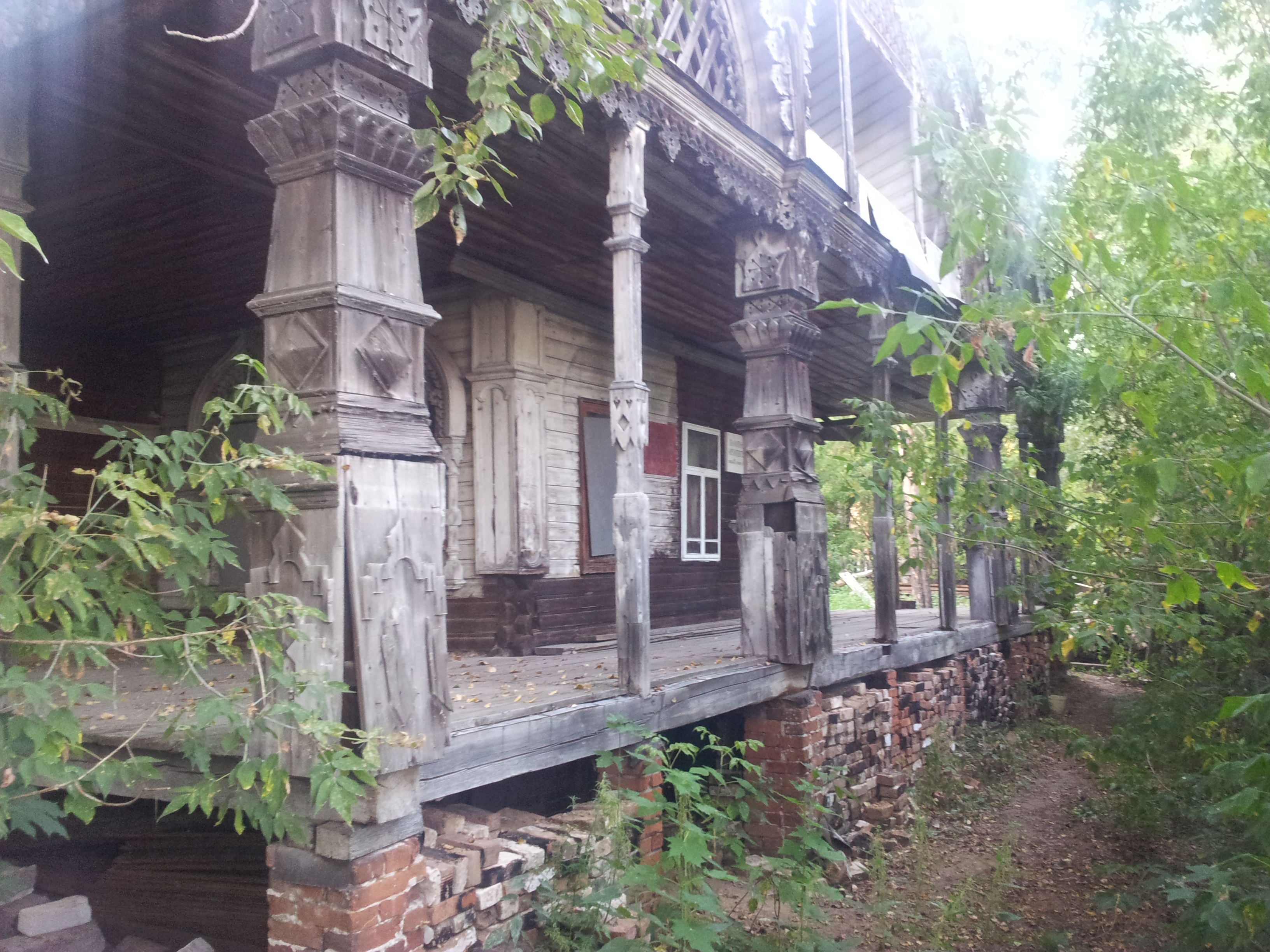
Дача Сінакевича, різьба.
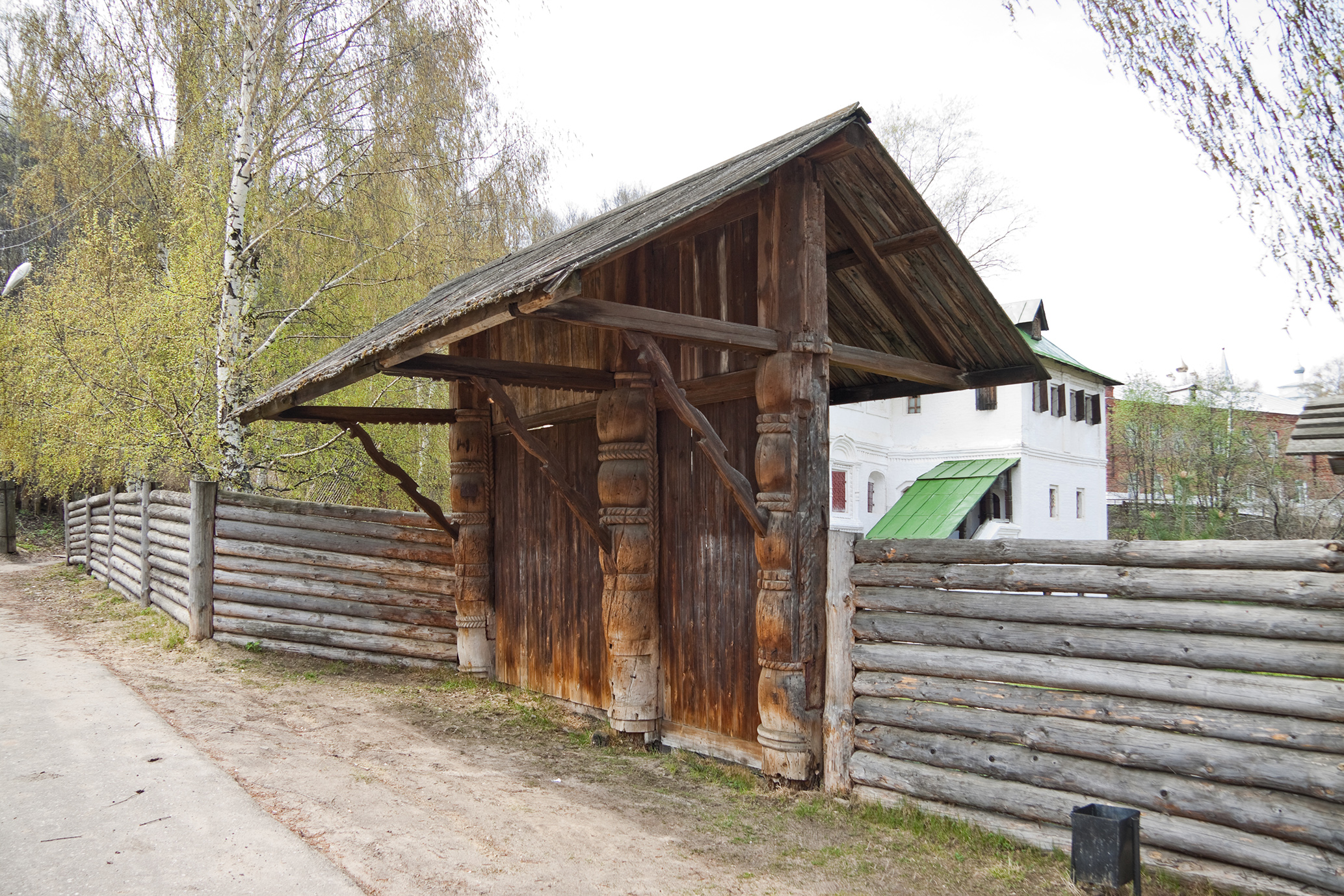
м. Гороховець, тин і дерев'яні ворота.
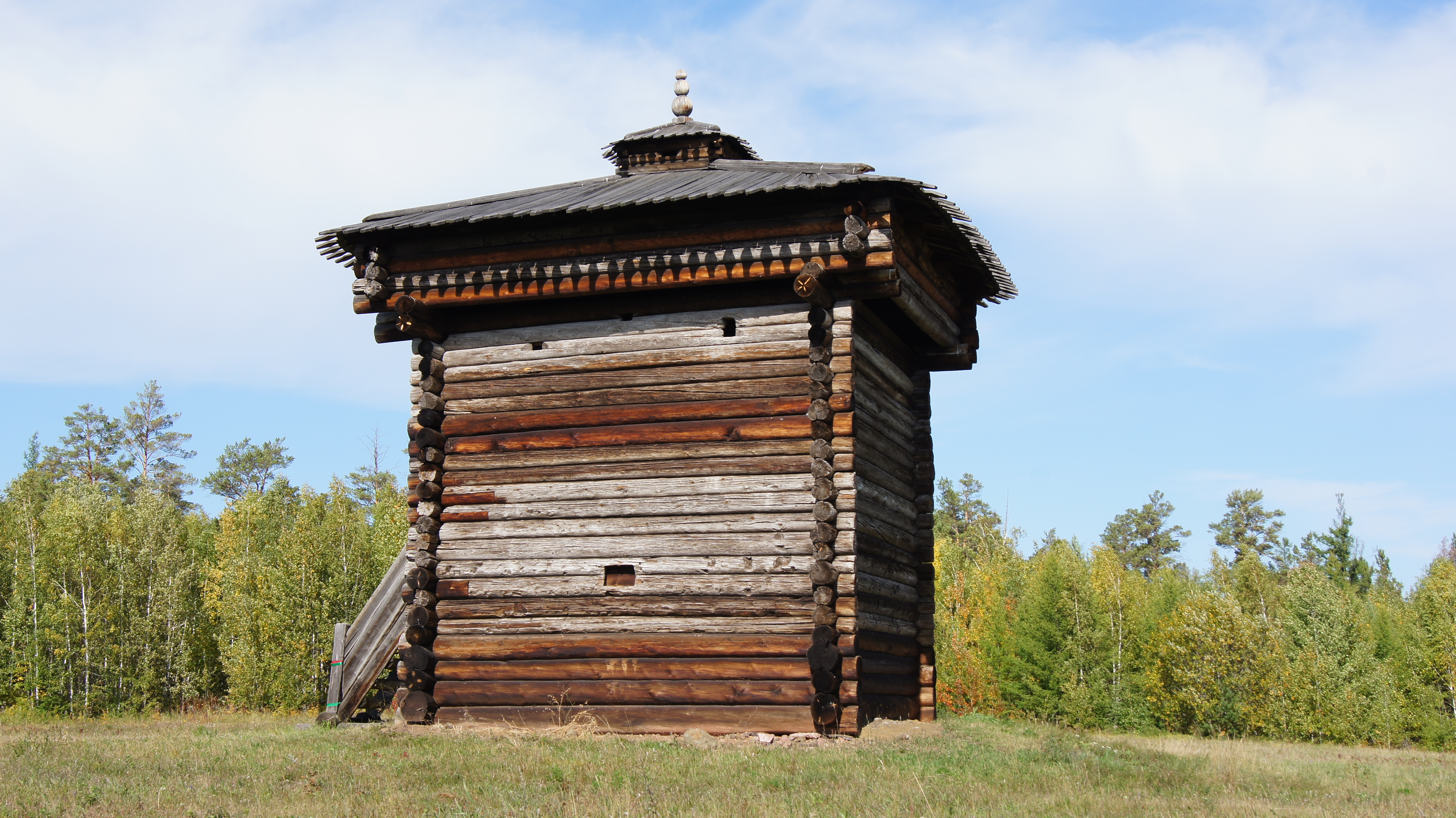
Музеєфікована вежа Братського острога.
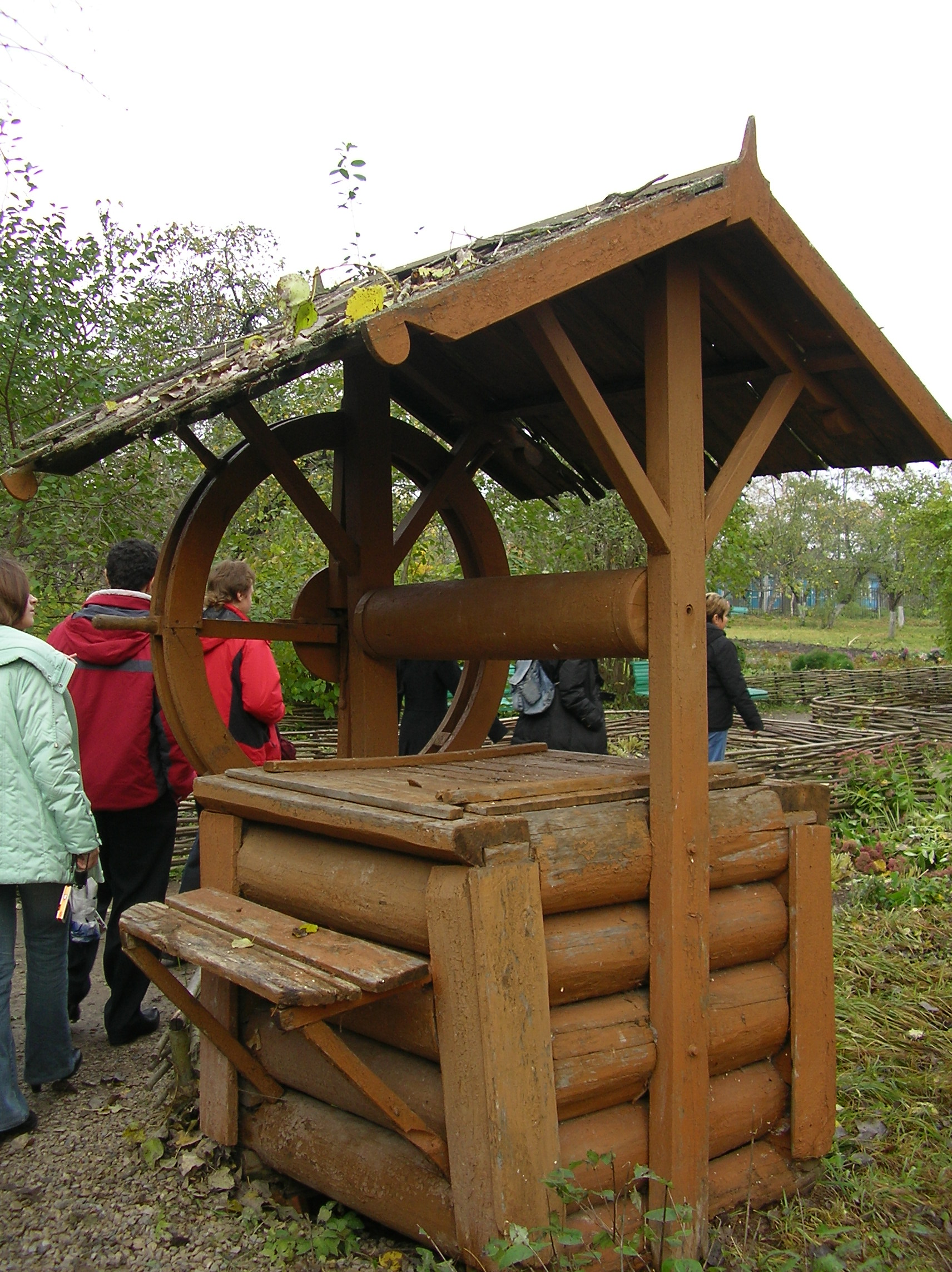
Колодязь (музей А. П. Чехова)
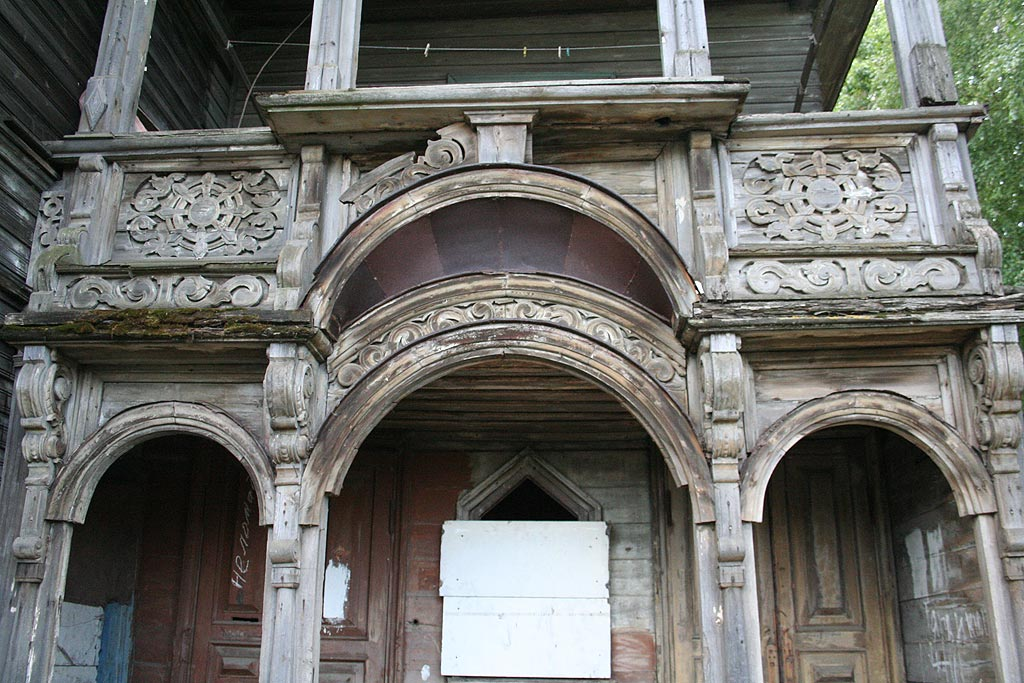
Різьба на будинку 19 ст. Вологда.
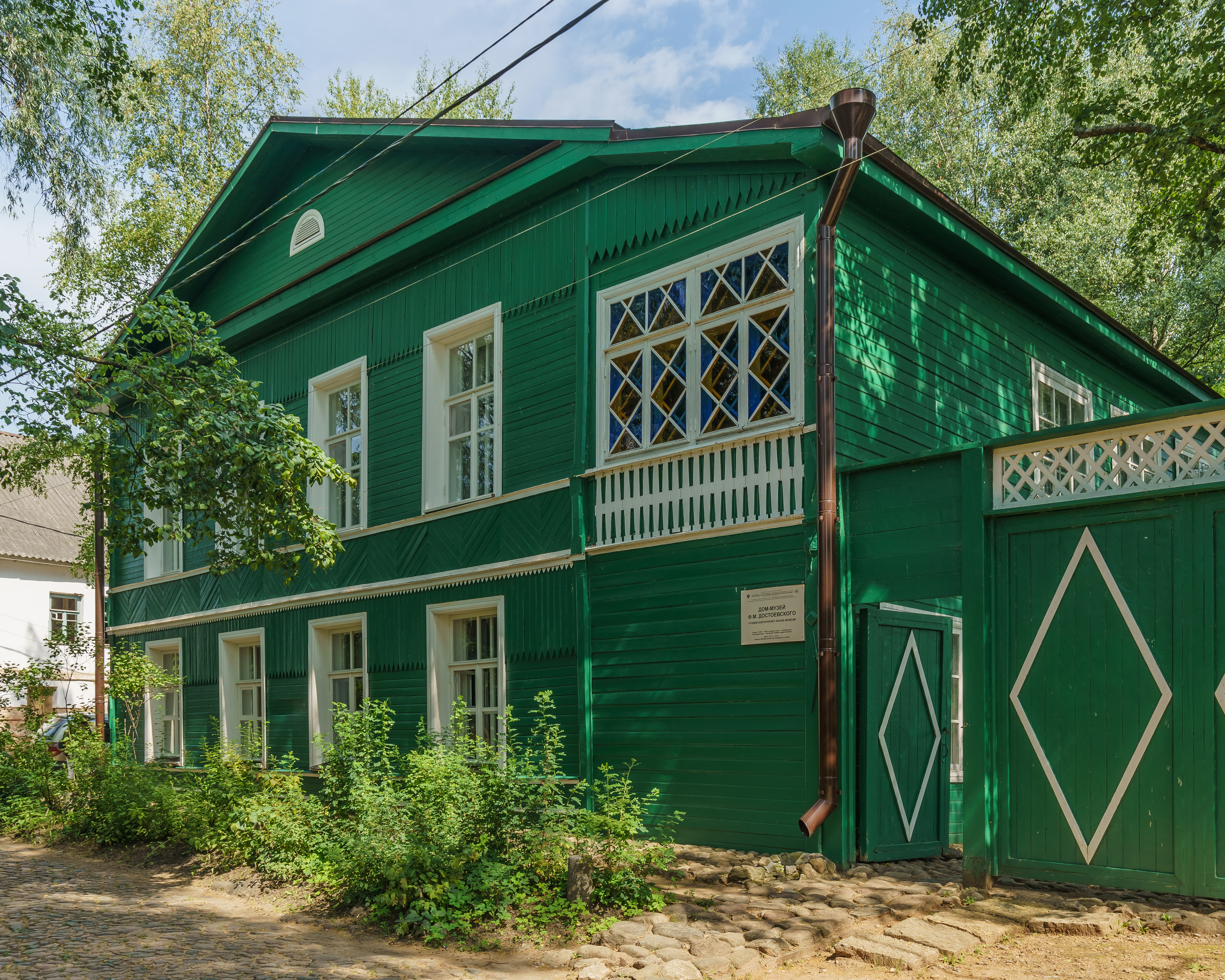
Дерев'яний будинок письменника Федора Достоєвського, Стара Русса.

Небагатий вибір архітектурних об'ємів вдало обігрували композиційними рішеннями, сполученнями четвериків і восьмериків, кількістю шатрових дахів чи бань. Допомагав і контраст між низькою і маловиразною пересічною забудовою і висотними сакральними чи фортечними спорудами. Лише в сакральних спорудах стала переважати художня складова над функціональною. Тому всі зусилля архітекторів були спрямовані не на пересічну забудову, а саме на віднайдення нових композицій в сакральному будівництві. До того ж, церкви більше оберігали, тому саме серед них збережені зразки 16-17 століть, тоді як знайти пересічну забудову до 17 ст. практично неможливо, вона зникла (у скансенах експонують сучасні реконструкції).
Особливе місце в дерев'яній архітектурі посів млин-вітряк. Вітряки ставили на узвишшях околиць, відкритих вітрам. Існувало декілька типів вітряків, котрі були видатними зразками тогочасної інженерії. Описано близько двадцяти різновидів їх конструктивних рішень. Особливо цікавими були вітряки-шатровки з міцним, стабільним низом і невеликим, але поворотким верхом для уловлення вітру, коли той міняв напрям.
Деревині, як матеріалу теплоємному і приємному на дотик, в Росії надавали перевагу до 18 століття включно, коли дерев'яними (рубленими) була більшість селянських і міських будинків, сакральних споруд в провінціях завеликої імперії, більшість офіційних споруд, включаючи дерев'яні імператорські палаци (палаци подорожні, тимчасові чи постійні).

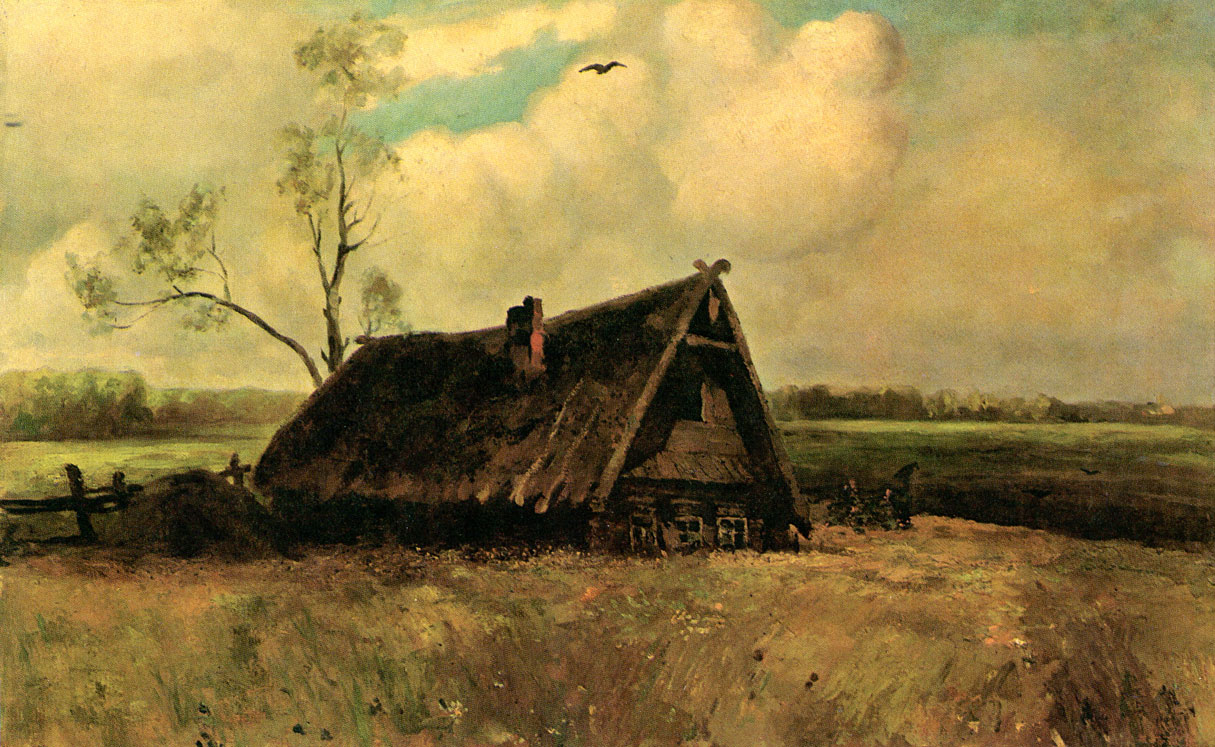
Хата в селі Філі, околиці Москви.
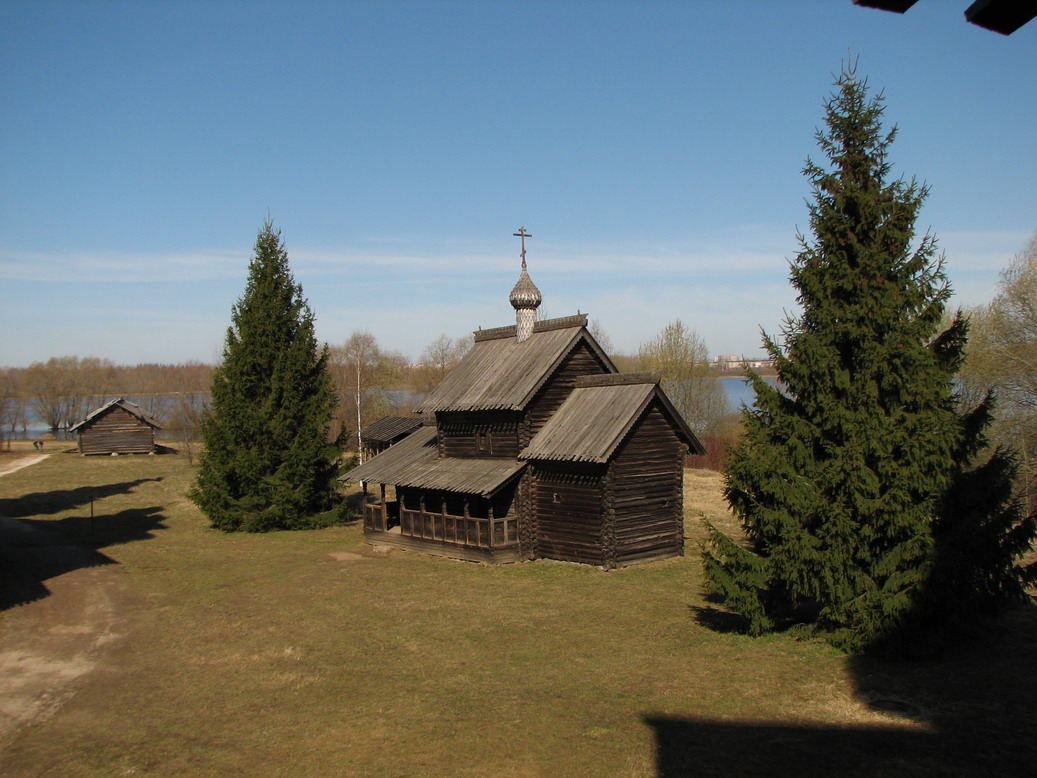
Клетська церква Св. Трійці, Вітославлиці
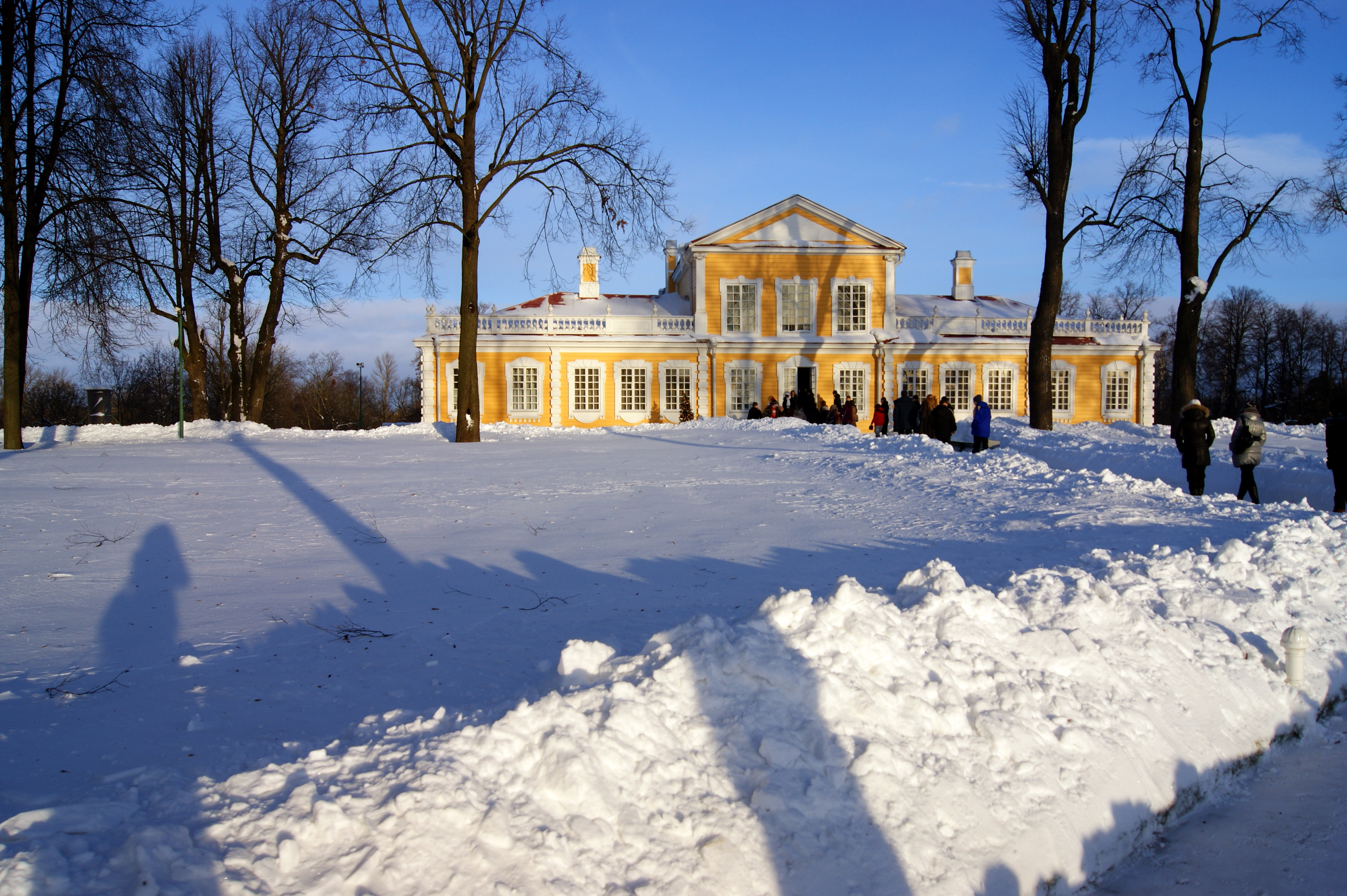
Подорожній дерев'яний палац Петра I, Стрельна (реставраційне відтворення 20 ст.)
Вітряки села Щелково на Вологодчині
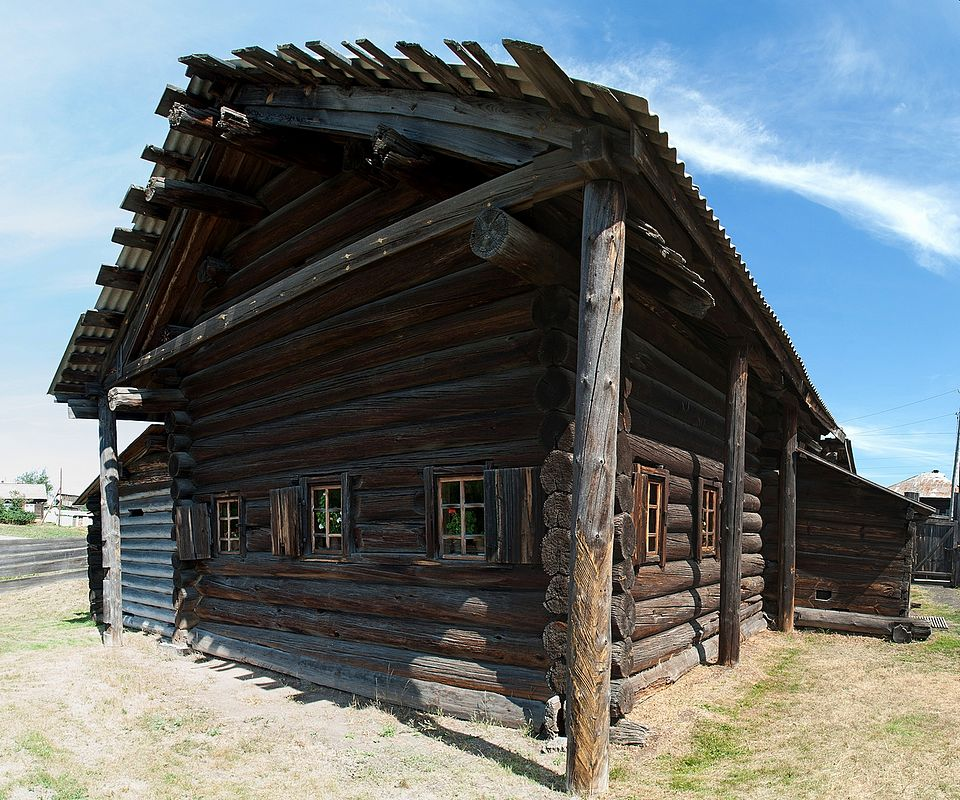
Хата, село Коптелово.

Богородицька ц-ва (восьмерикова, план), с. Заостров'є, 1726 р. Архангельська обл.

Довгий час (через затриманість доби феодалізму в Московії) дерев'яні церкви залишались єдиними громадськими спорудами поселень. Зі зростанням поселень невеликі церкви швидко ставали затісними. До того ж в високих церквах використовували лише один поверх, обмежений підлогою та стелею, верхні яруси залишались порожніми і незадіяними. Церква з дахом шатро могла досягати 35-45 метрів, а використовували лише одну третину, одну п'яту її висоти. Тому інтер'єри дерев'яних церков Московії значно поступались в виразності інтер'єрам кам'яних готичних храмів, перспективно розкритих і в довжину, і догори.
Необхідність збільшення приміщень зумовила появу прирубів — додаткових приміщень. Вже літописи 11 століття описували восьмерикові церкви, що стали розповсюдженими і традиційними. Восьмерик головував в розплануванні і в силуеті. Прирубами до нього стануть вівтарна частина (абсида) та бічні приміщення і паперть, що збільшували корисну площу споруди. Так виникла восьмерикова церква з чотирма додатковими приміщеннями, яка отримала назву «кругла із двадцятьма мурами». Видатним зразком восьмерикової церкви з чотирма прирубами, що дійшли до 18 ст., є Преображенська церква (Кіжи).

## Заборона на шатрові дахи

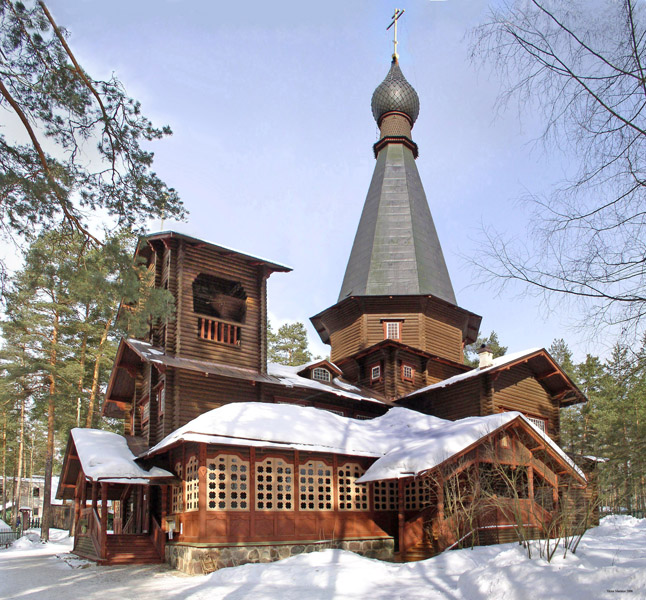
Арх. В. П. Апишков. Казанська церква, Вириця, 1914 р. Сецесія.

В 17 столітті в розвиток російської архітектури втрутився патріарх Никон. За його реформами шатровий дах визнали невідповідним церковному чину і заборонили. В архітектуру було введено п'ять бань. Реформи Никона мали значний вплив на духовне життя релігійно налаштованого населення і спричинили розкол в російському православ'ї. Заборона на використання даху-шатро діяла і після заслання і смерті Никона, але в провінціях подекуди ігнорувалась і сходила нанівець до кінця 18 ст. Шатро наново відродять майстри доби сецесії. Церкви з п'ятьма банями діяльно підтримала також імператриця Єлизавета Петрівна, які почали використовувати тогочасні архітектори (російські і іноземні, що працювали в імперії) і в кам'яній архітектурі, давши низку цікавих і різних варіантів.

## Спроби захисту деревини
Недовготривалість дерев'яної архітектури була добре відома вже на ранішніх етапах її розвитку. Аби якось зарадити проблемі, виникає низка своїх засобів укріплення сировини і захисту дерев'яних споруд. На ранішніх і середніх етапах розвитку дерев'яної архітектури характерна відсутність гідроізоляції, пошкодження пліснявою і недовготривалість дерев'яних споруд. Свої обмеження вносила і велика пожежонебезпека. Дерев'яні споруди добре горять, що небезпечно як в воєнні, так і мирні часи, в часи посух. До засобів укріплення сировини відносять обстукування торців брусів і колод, покриття воском чи лаками, фарбування дерева. Лаки особливо полюбляли в Китаї. Своє місце захисту мало і копчення — обробка дерева димом (курна хата тощо). В Скандинавських країнах дерев'яні колоди церков (ставкірка = церква) вкривали смолою. Мешканці були повинні оновлювати покриття смолою кожні три роки, інакше несли покарання.
Вкрай поганим недоліком для дослідників дерев'яної архітектури була відсутність у дерев'яних споруд підмурків і фундаментів. Наявність стрічкового типу фундаментів в кам'яній архітектурі надає можливість відновити план споруди навіть після зникнення будови в стародавні часи. Старовинна дерев'яна архітектура без підмурків — зникає назавжди.
Споруду доводили до карниза, де створювали «повал», конструктивний засіб невеликого збільшення споруди зверху. «Повал» та великий винос полиць даху сприяли швидкому водовідведенню зайвої дощової води від споруди. Аби захистити нижні колоди від вологи, споруди ставили на пагорбах, бо дієвих засобів захисту деревини не розробили.
Уявити старовинну архітектуру початкових періодів дозволяють лише описи, рідкі замальовки, з 20 століття — археологічні розкопки при нагоді знайти покинуті нижні дерев'яні вінці колишніх споруд. Іноді в пригоді стають найконсервативніші традиції побудови дерев'яних споруд.

## Суперництво і пов'язаність з кам'яною архітектурою

Дерев'яний прообраз Іонічного ордера Стародавньої Греції.
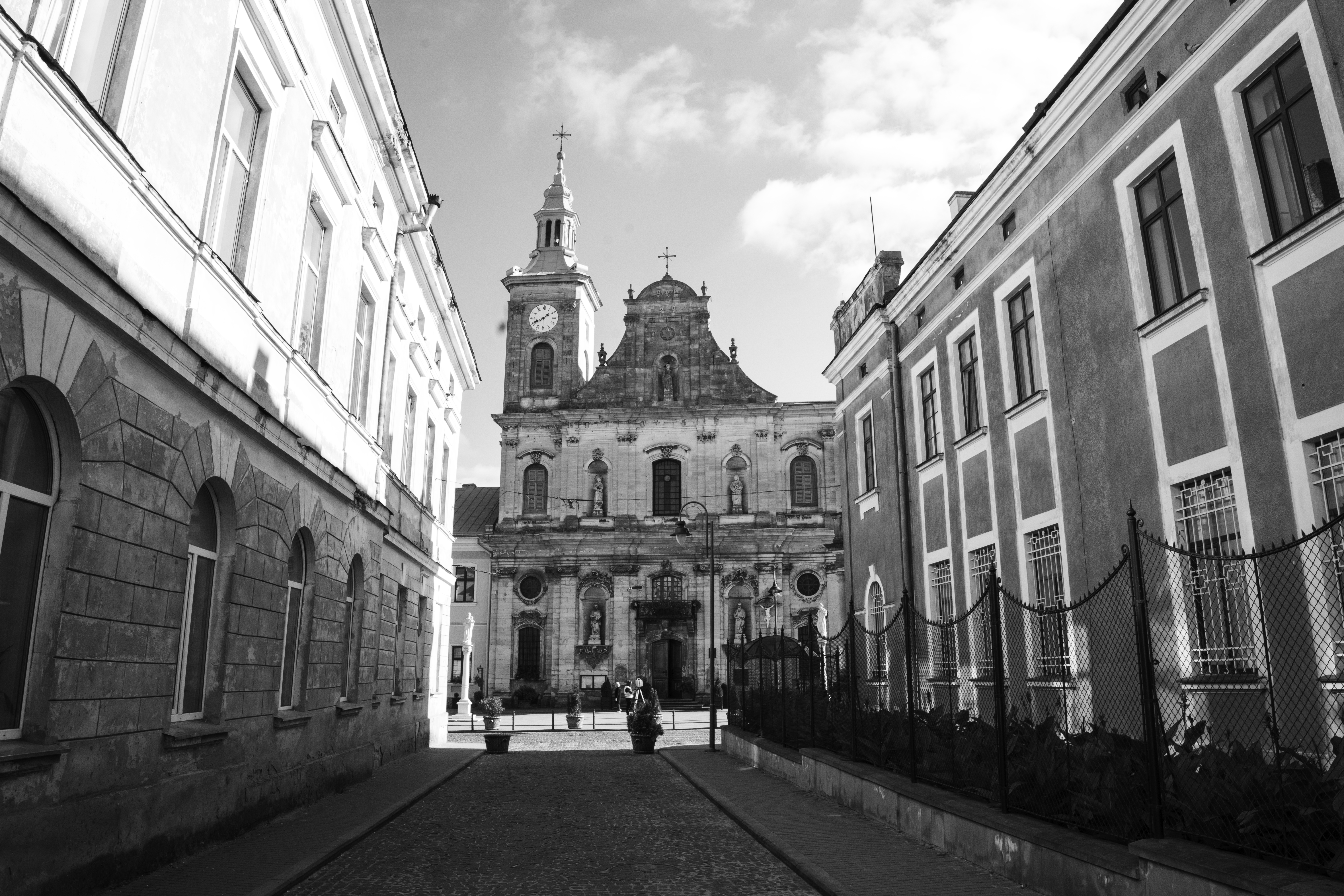
Войцех Лєнартович, Костел Внебовзяття Пресвятої Діви Марії, Угнів, план 1642 р.
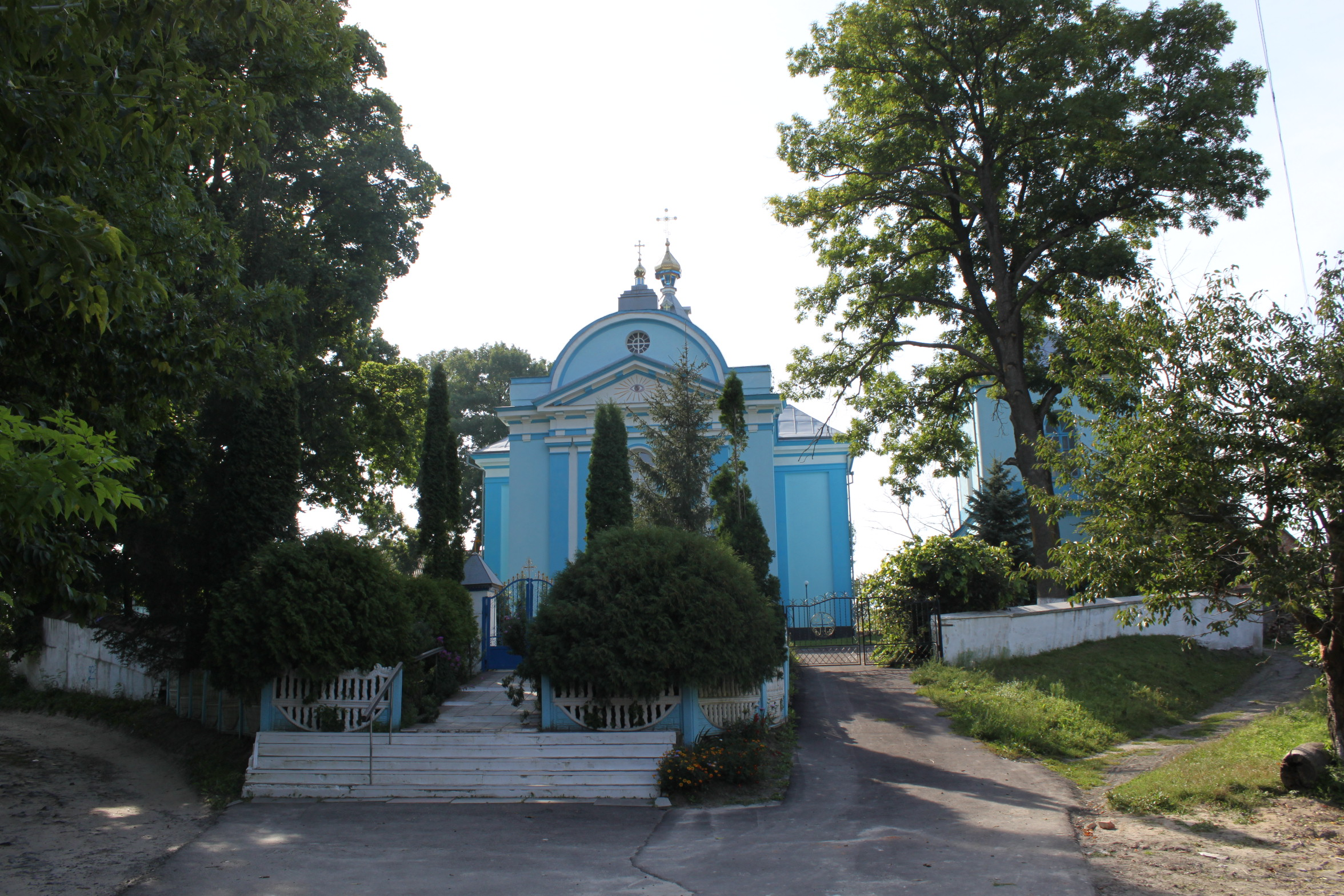
Церква Різдва Гіморецького погосту, 2-га половина 17 ст, план
Войцех Лєнартович, Костел, Угнів, Львівська область, Україна, бічний фасад 1642 р.
Церква Різдва Гіморецького погосту, 2-га половина 17 ст., бічний фасад

Суперництво між дерев'яною і кам'яною архітектурою розпочалося давно. Воно мало місце вже в архітектурі Стародавньої Греції. Відомо, що іонічній ордер в камені запозичив форми, давно знайдені і вироблені в дерев'яній архітектурі. Взаємовпливи мали місце і в архітектурі Росії. Так, кам'яна архітектура країни, ще не обізнана з побудовою бань в 16-17 століттях, запозичила у дерев'яних споруд форму даху шатро.
Що далі йшов розвиток російської архітектури, то більше розбіжностей між ними накопичувалось. В 17 столітті дерев'яні і кам'яні споруди ще можуть мати збіги в планах і просторовому розплануванні (план Костелу Внебовзяття Пресвятої Діви Марії, Угнів, нині Львівська область, Україна, та церкви Різдва Гіморецького погосту на Новгородчині), але техніки побудови, стилі і перспективи розвитку кардинально розходяться. Кам'яна архітектура доби бароко дала таку кількість планових і просторових рішень, помножених на індивідуальні художні манери митців, що майстри дерев'яної архітектури почали не встигати, а надалі — навіть запозичувати декор, розроблений в стилі бароко. З 18 століття в дерев'яній архітектурі збільшуються консервативні і занепадницькі тенденції, не подолані і при запозиченні форм в класицизмі. Дерев'яна архітектура Росії отримає новий поштовх для розвитку лише в 19 ст., коли низка тодішніх архітекторів наново звернеться до вивчення історичного спадку і запропонує на їх основі індивідуалістичні і фантазійні рішення (твори Карла Россі, Івана Ропета, низки майстрів доби сецесії).

Арх. К. І. Россі, проект села Глазово, 1815 р.

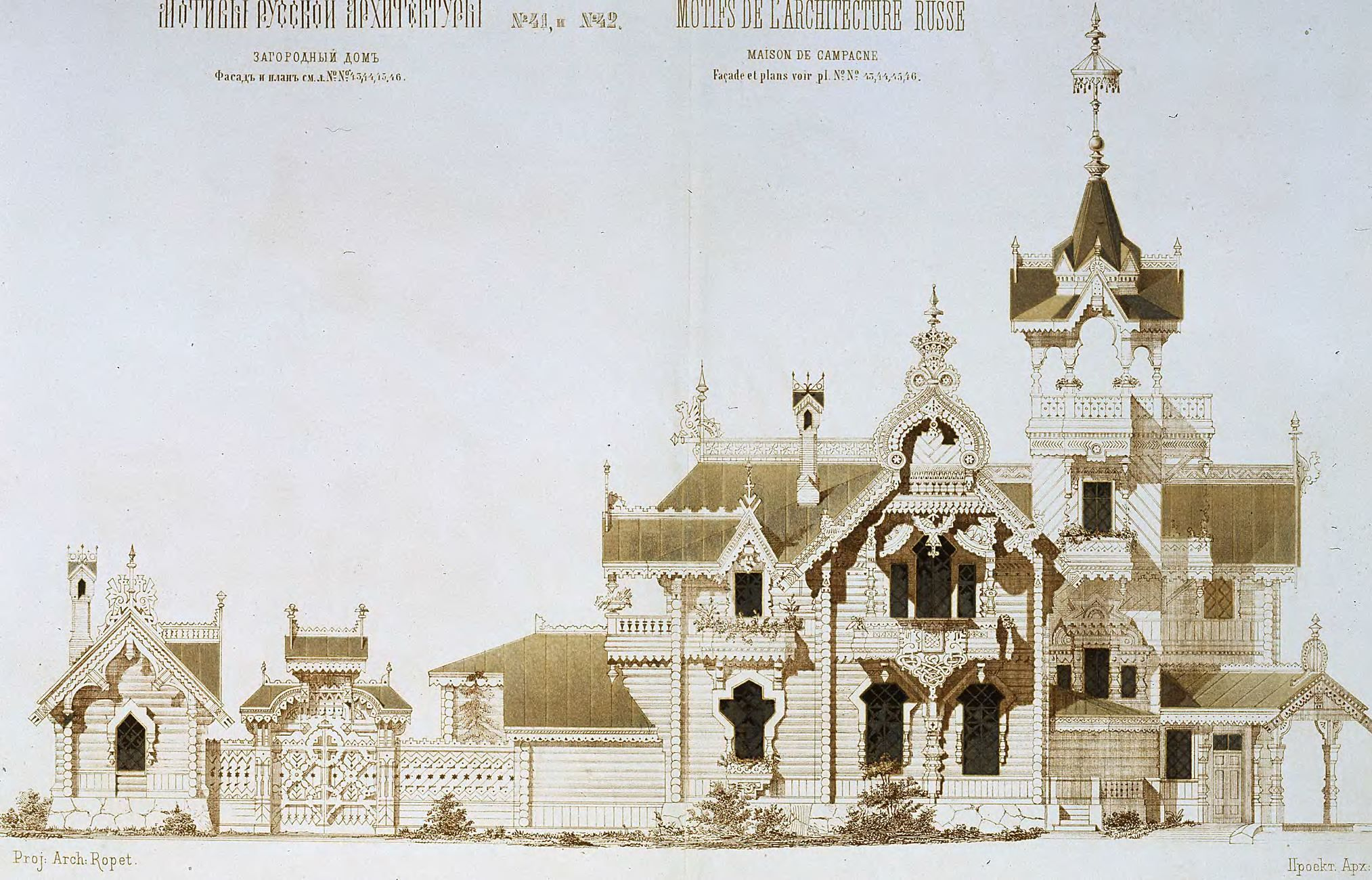
Арх. І. П. Ропет. Проект заміського будинку
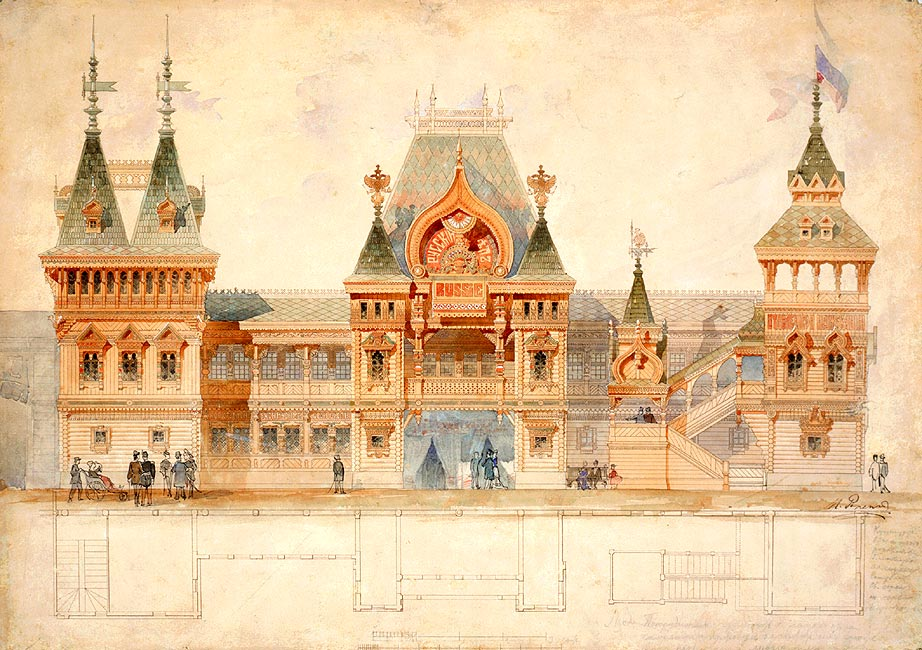
Арх. І. П. Ропет. Павільйон Російської імперії на Всесвітній виставці в Парижі.
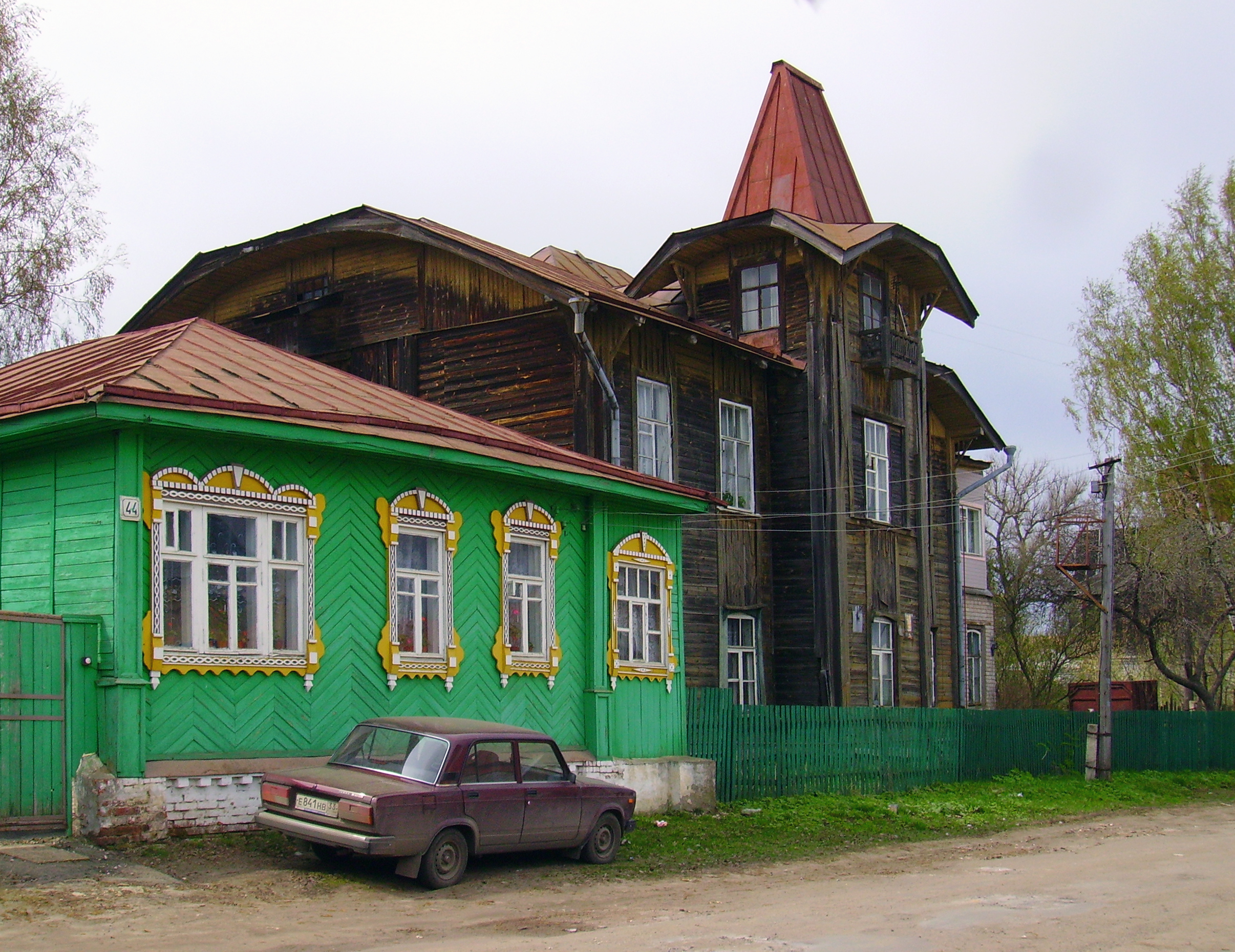
Вязники, забудова вулиці Кисельова 19 ст.
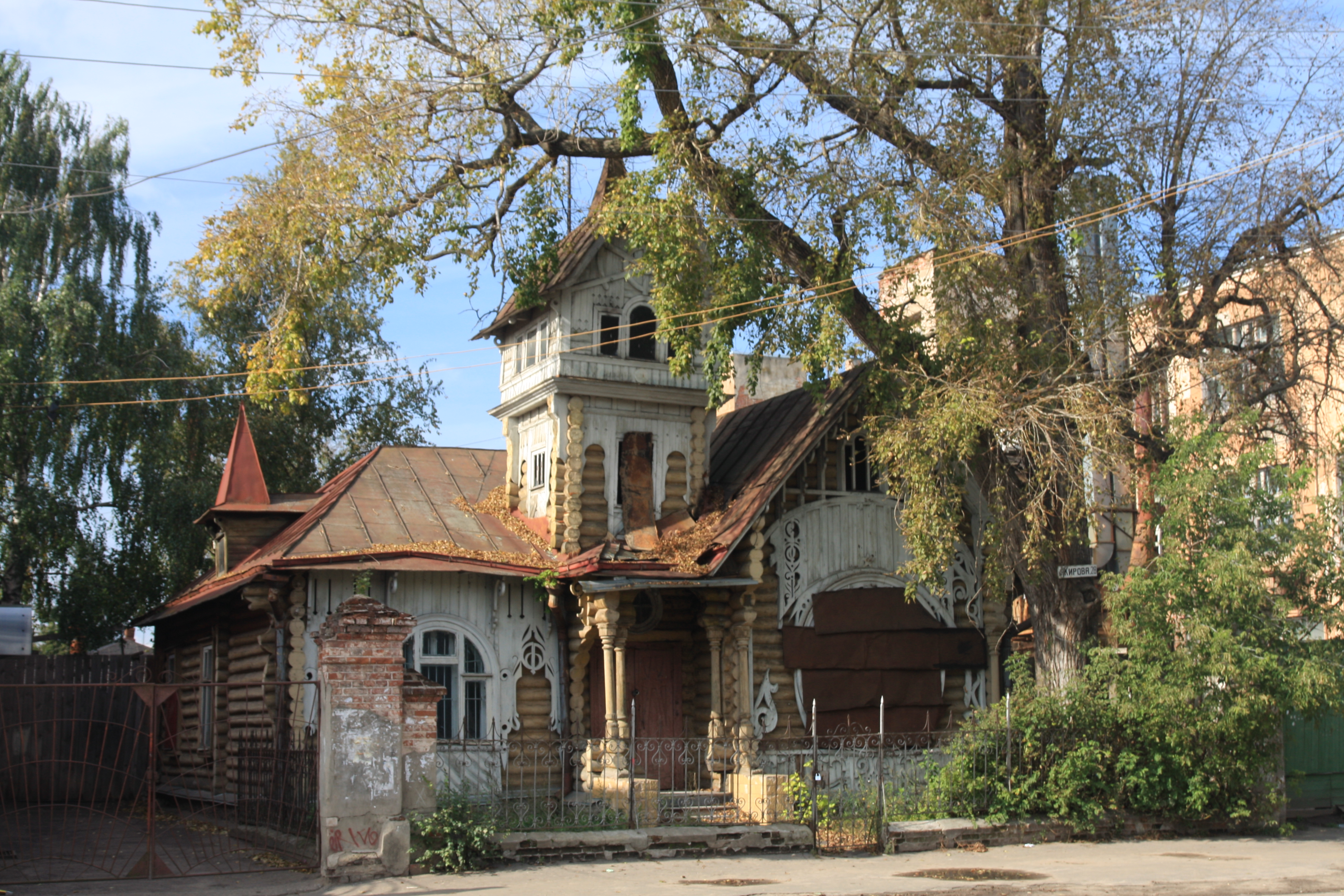
Кімри, колишній будинок Лужина.
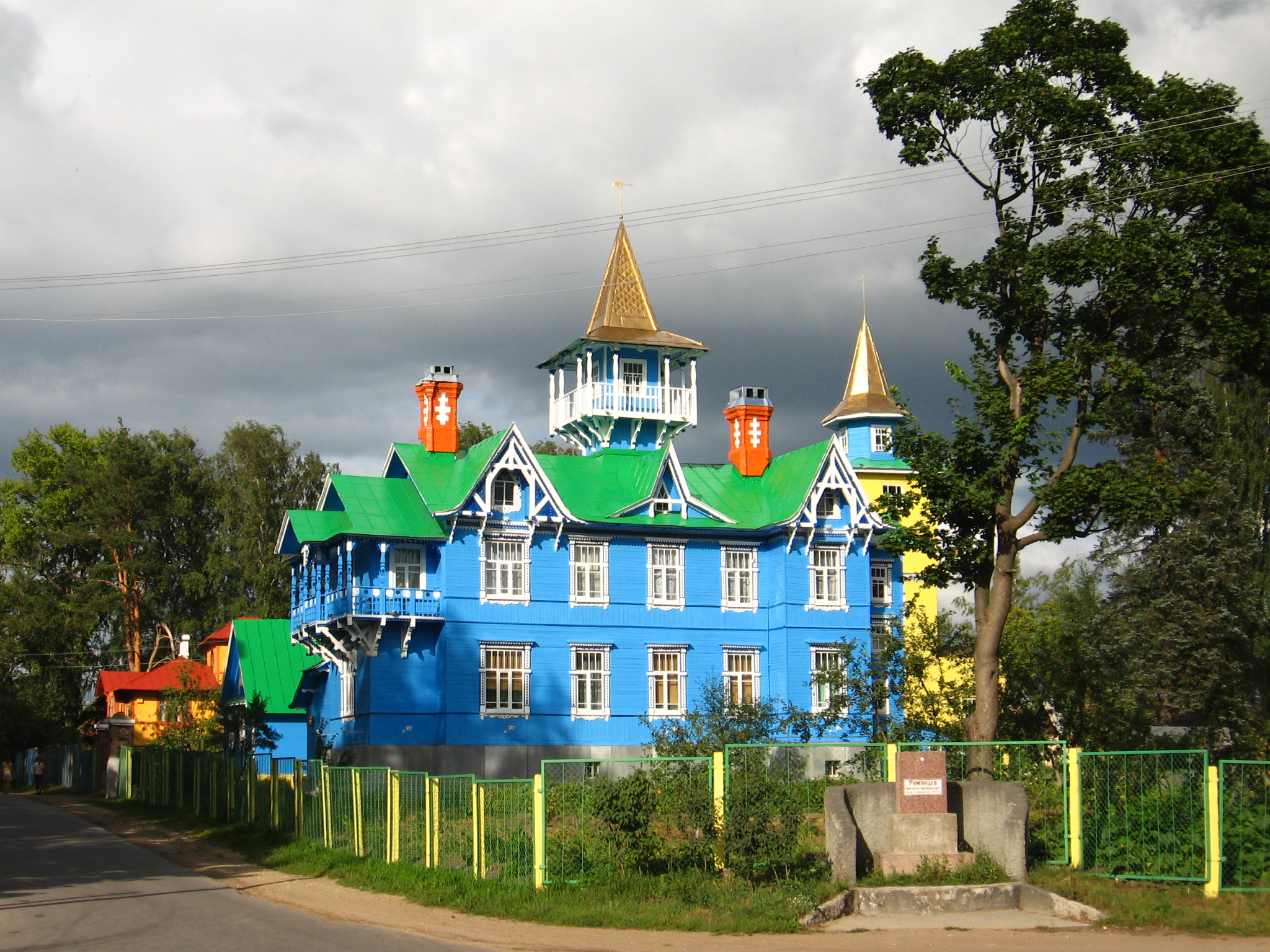
Колишній Осередок товариства тверезих, Вириця.

## Стилі дерев'яної архітектури Росії

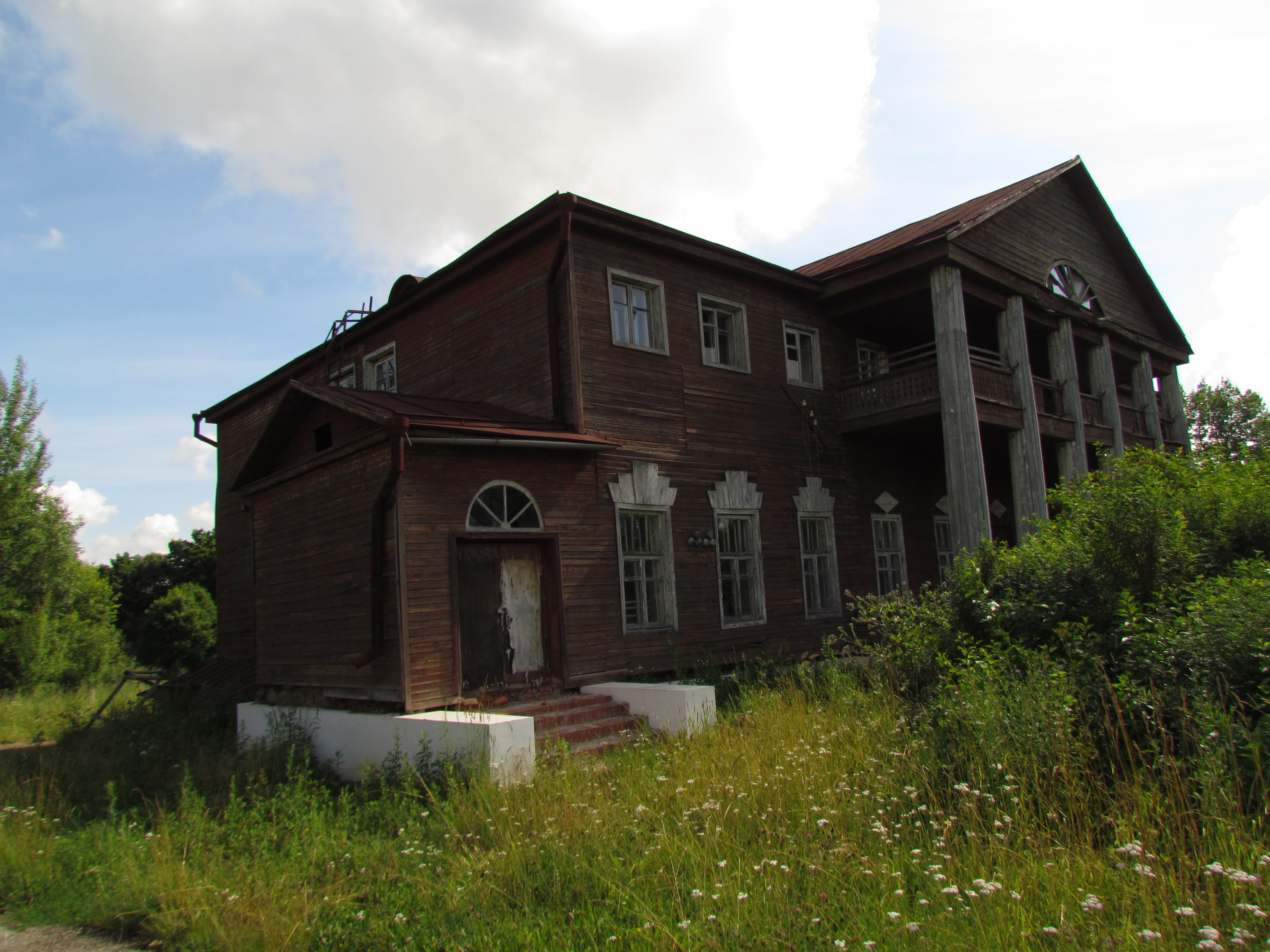
Садиба Кудрявцевих, Калузька область, Малоярославець, село Панське
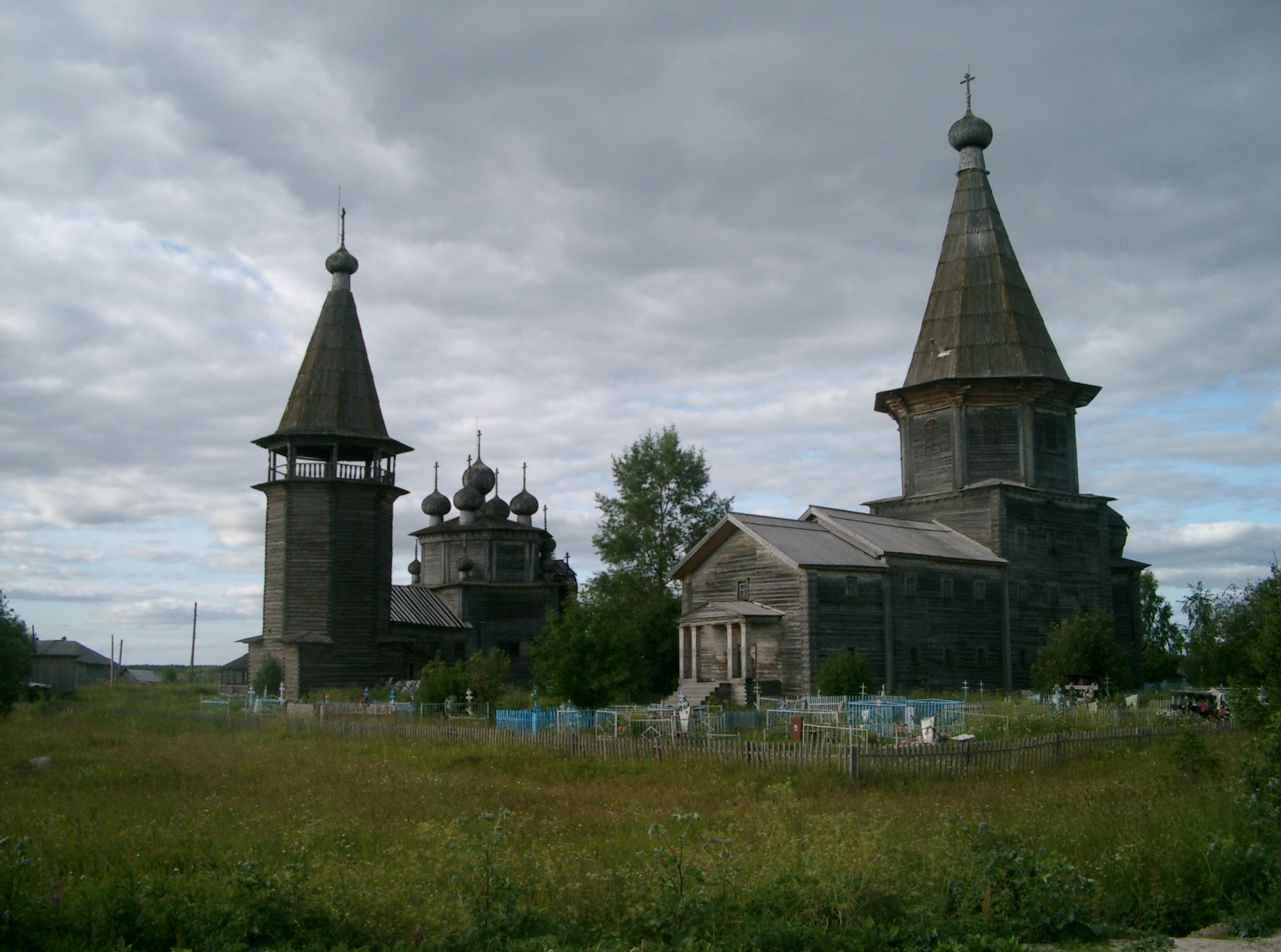
Дві церкви села Лядини
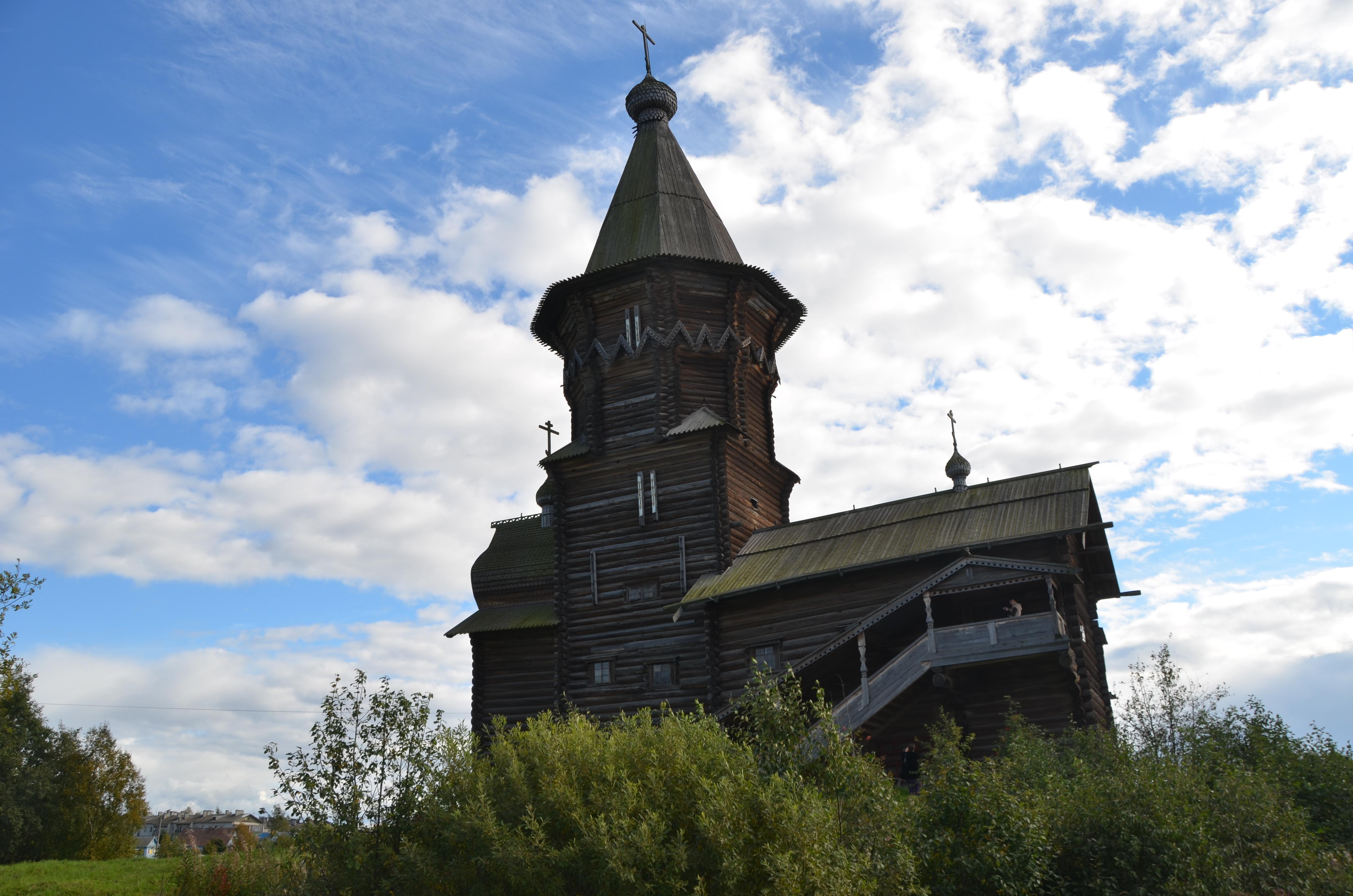
Церква Успіння Пресвятої Богородиці, Кондопога, доба феодалізму
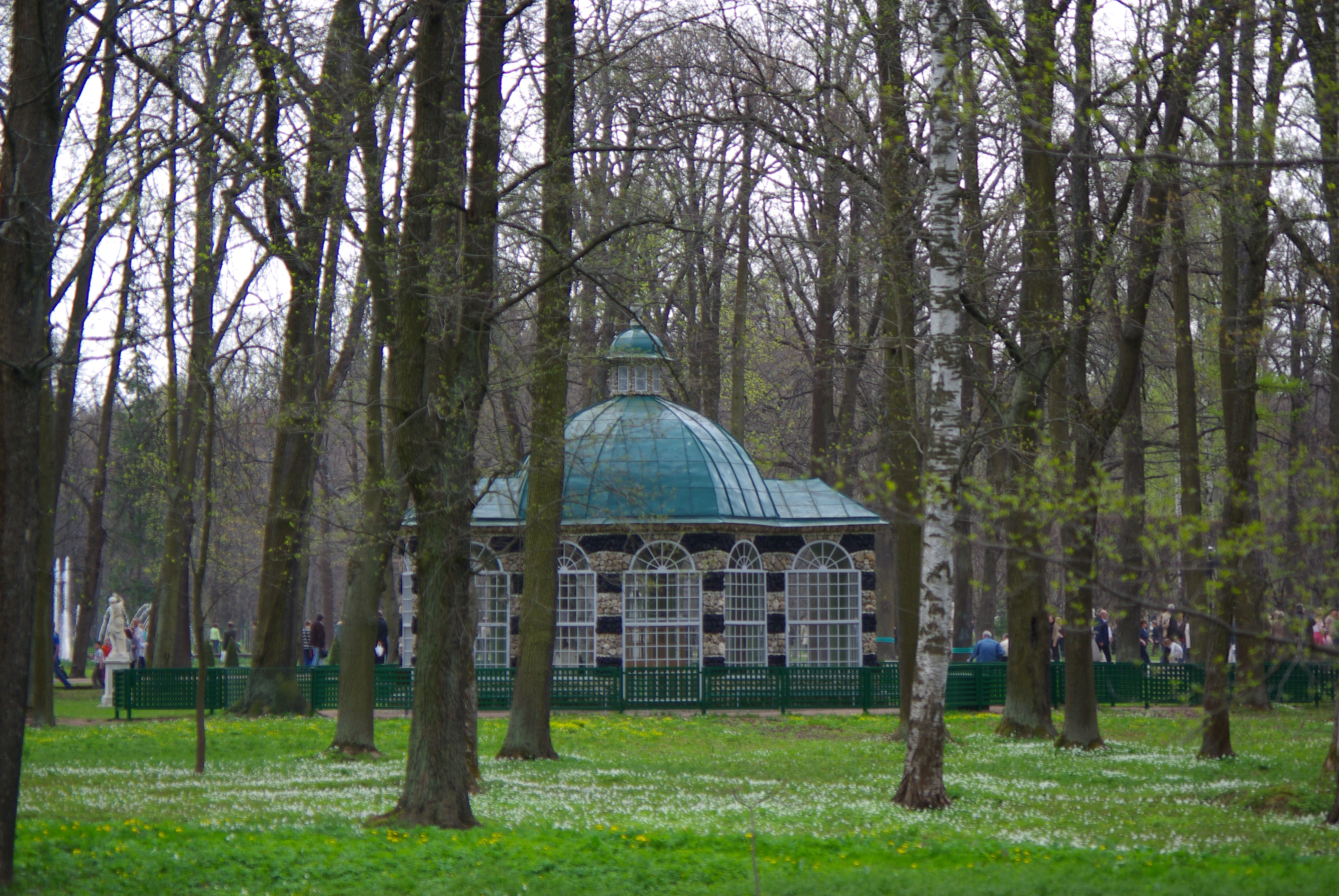
Бароковий павільйон у Петергофі
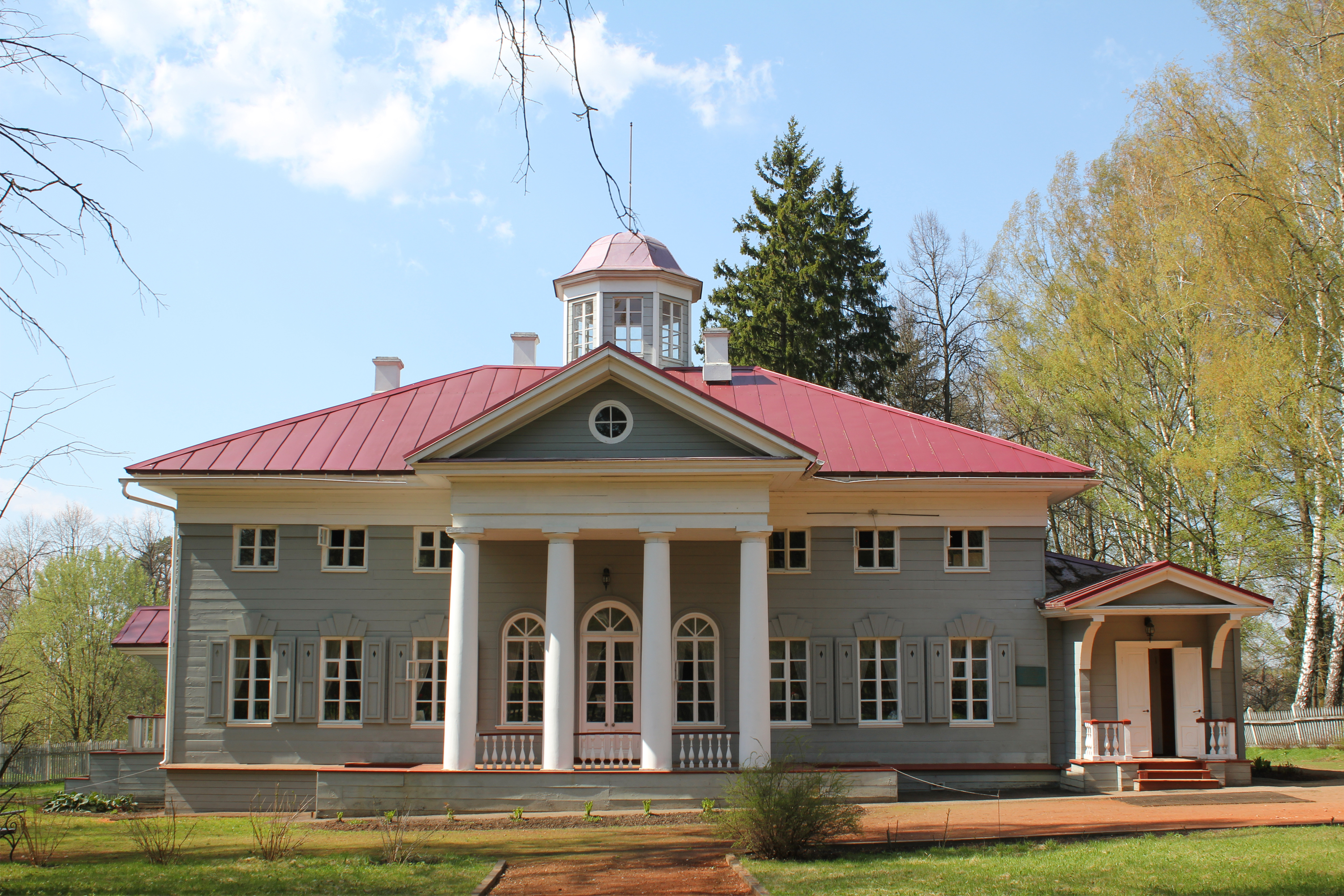
Господський будинок садиби Захарово
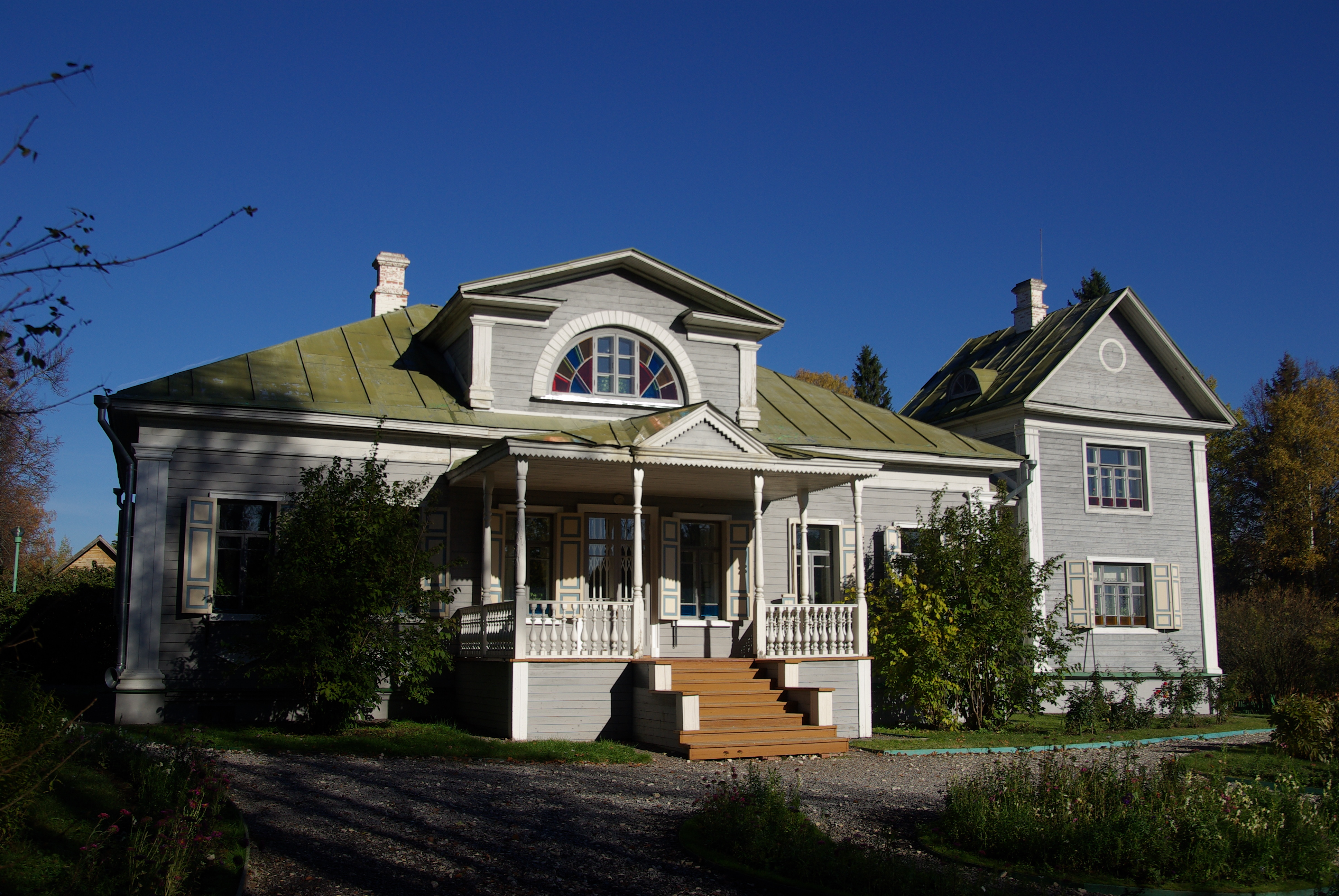
Садиба Олександра Блока у Шахматово
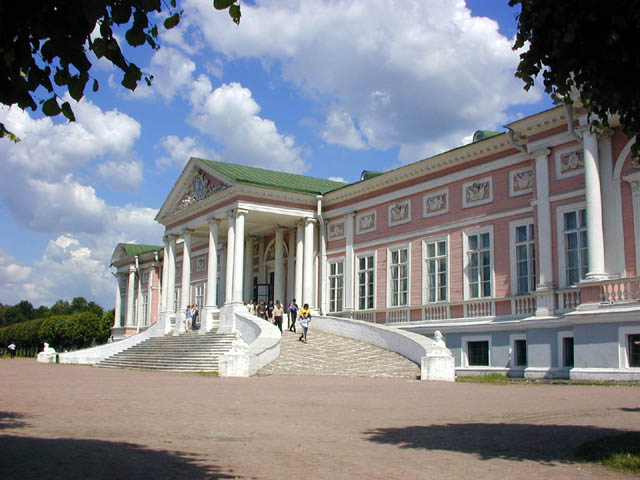
Кусково, палац з дерева, пофарбований під кам'яний. Класицизм
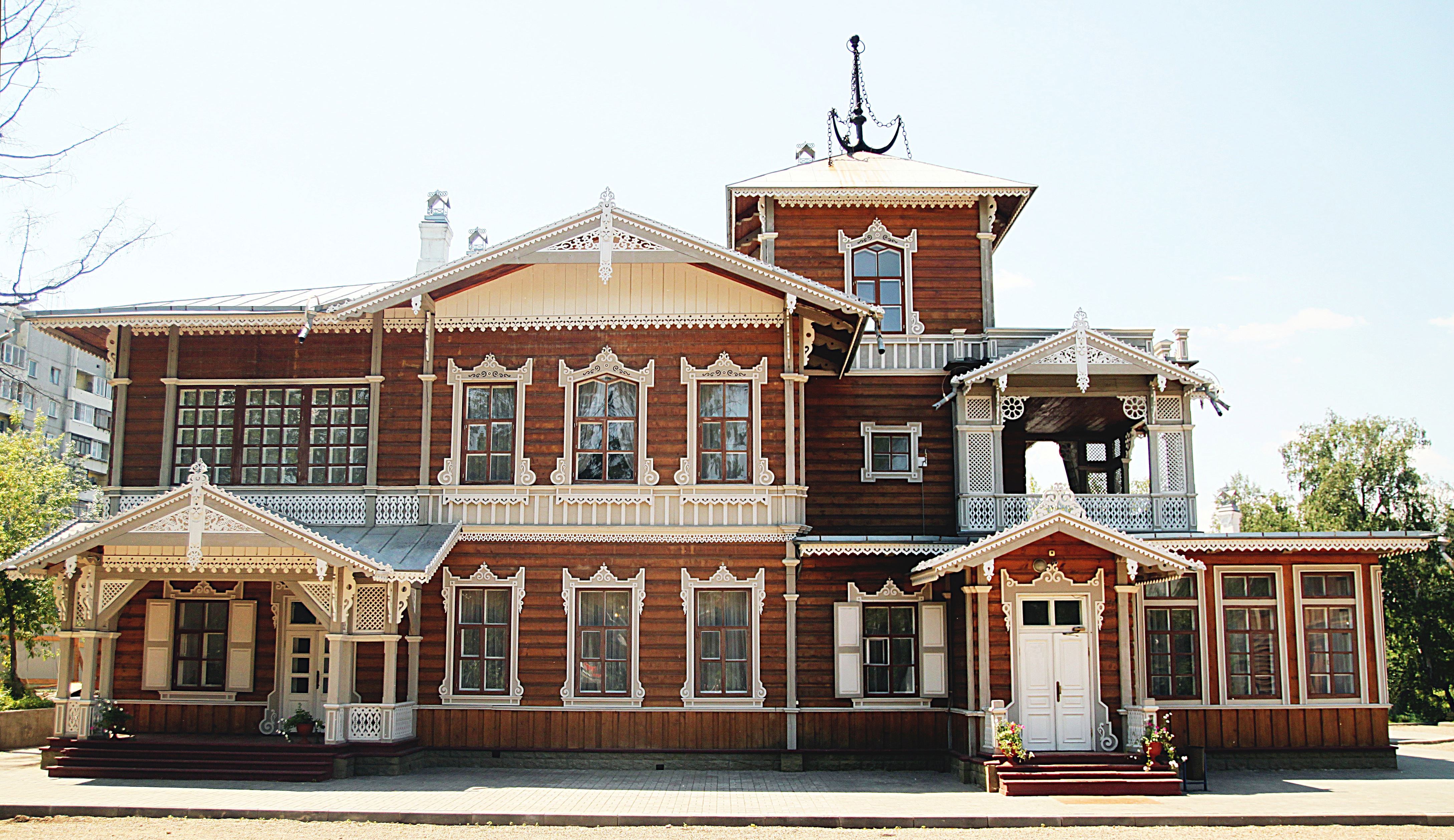
Колишня садиба Сукачова в Іркутську, передана Картинній галереї
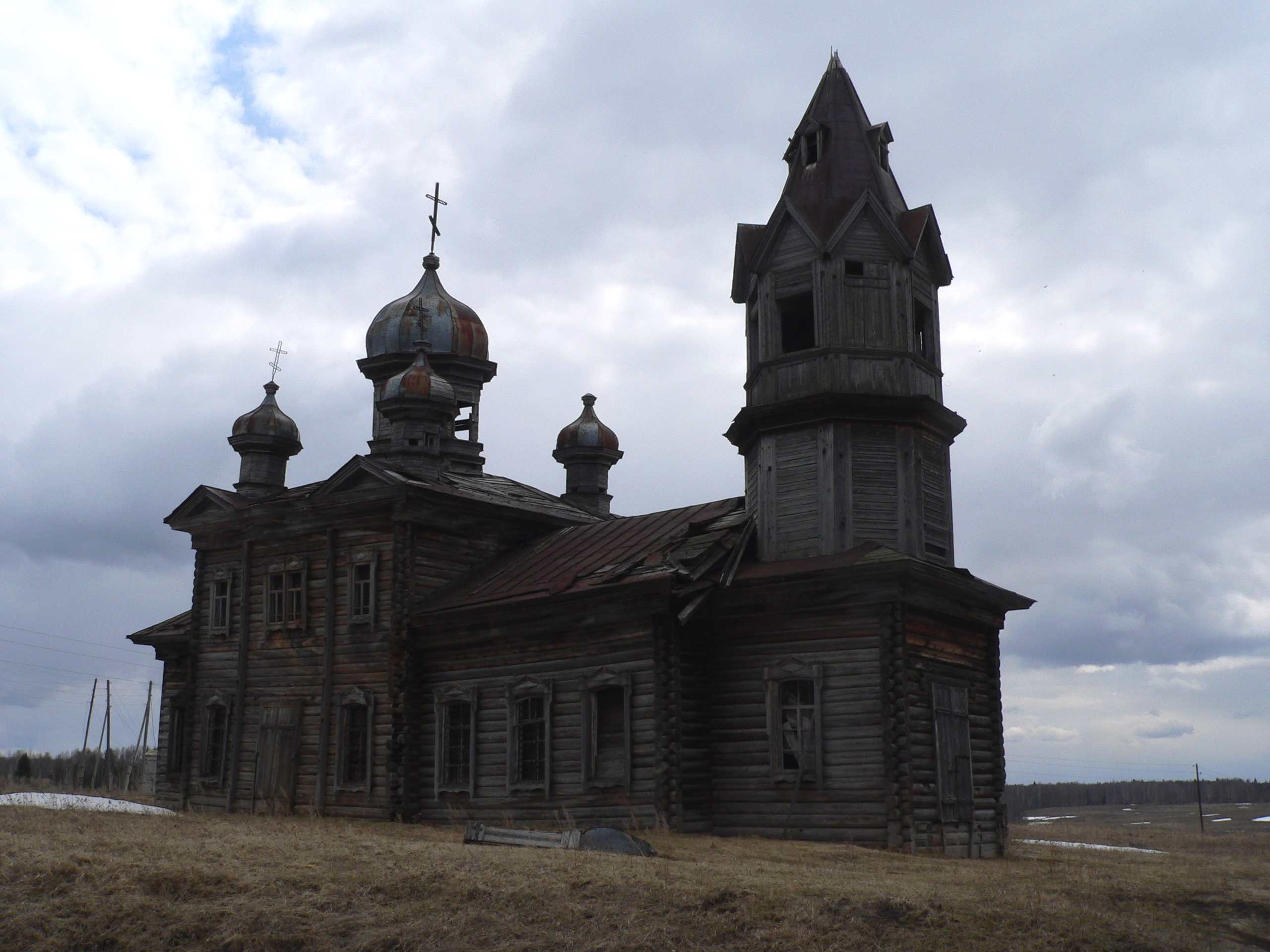
Церква Святої Трійці у селі Колбінка, сецесія
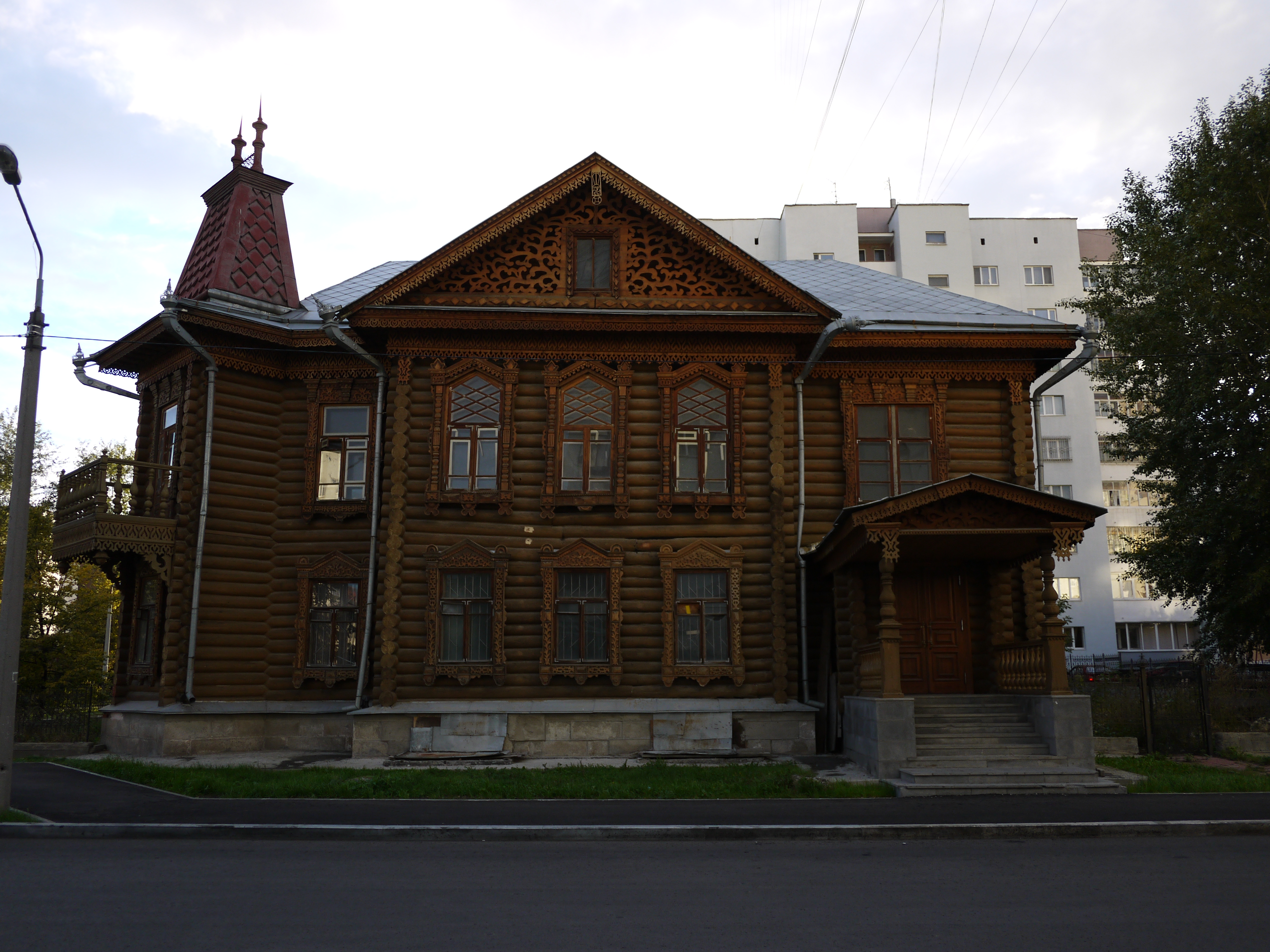
Музей купецького побуту у місті Єкатеринбург, сецесія

## Деякі шедеври і мартиролог

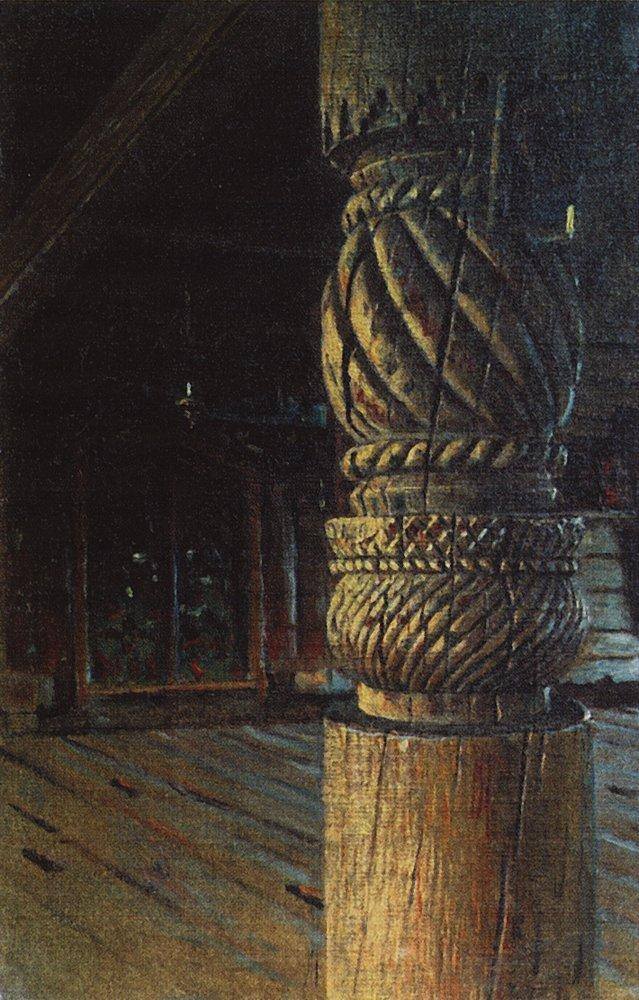
Худ. Верещагін В. В. Трапезна церкви Петра і Павла, 1894 р. с. Пучуга, Архангельська обл.
Фото ВерещагінаВ. В. с. Пучуга, 1894 р., інтер'єр, трапезна церкви Петра і Павла, 1894 р.

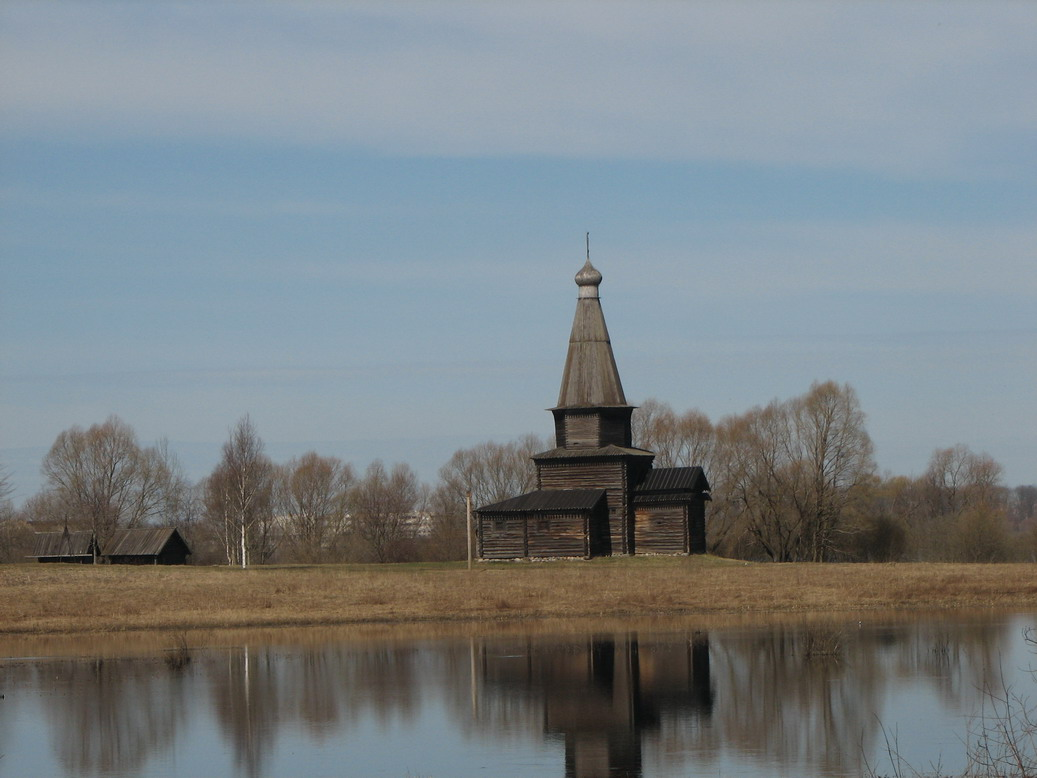
Шатрова церква Успіння Богородиці із села Куріцко, кінець 16 ст. Поозерський сектор

- При створенні музею Вітославлиці (Великий Новгород) дослідили типи розпланування селищ на Новгородчині. Регулярне розпланування селищ намагались царськими указами силоміць запровадити з 18 ст., але радіально-центричного розпланування (з церквою на площі на віялом вулиць від неї) в області не помічено. Тому подібного розпланування нема і в музеї. Воно залишене за феодальними ще зразками — вільне (хаотичне) розпланування, де церква могла стояти на околиці, а не в центрі. В Поозерському секторі музею з церквою Успіння Богородиці це вільне (хаотичне) розпланування було відтворене на місцевості.

- Четверик на восьмерику як композиційний тип був досить гнучким і дозволяв будувати як вертикальні, стовпоподібні (безтрапезні) храми, так і хрещаті з додатковою до вертикальної — горизонтальною віссю, де прибудовували трапезну і крильця зі сходинками. Так затвердився уступчастий силует дерев'яних храмів. Храмом з трапезною була уславлена церква Петра і Павла в селі Пучуга, створена 1698 р. (зникла). Її трапезна, прикрашена різьбленими стовпами і лавами, визнавалась найкращою на російському півночі (зникла, відома за фото і картинами художника Верещагіна В. В. та фото Владимирова В. І.)[6]. Вертикальна і горизонтальна осі в силуеті церкви Петра і Павла в селі Пучуга врівноважені, а фасади були залишені суворими, позбавленими декору.

- Мав місце і тип багатошатрових дерев'яних храмів. До 1983 року зникли, згоріли, знищені всі, окрім церкви Св. Трійці в селі Ньонокса (Приморський район, Архангельська область, 1727 р.) Церква Св. Трійці мала чотири шатра на прирубах окрім високого центрального.

- Втручання в архітектурну традицію патріарха Никона примусило архітекторів шукати нові композиційні рішення. Так виникли хрещаті церкви, криті хрещатими дахами-бочками. Але в центрі залишали восьмерик, критий забороненим дахом-шатро. На хрещаті дахи-бочки ставили чотири малі баньки, що разом з шатром відтворювали запроваджене п'ятиглав'я. Силует виходив компромісним, але за рахунок висотності цікавим. Аби підсилити щільність силуєта, робили чотири малі баньки майже впритул до високого шатра і навіть створювали нахил до нього (так звана курватура). Свого часу цей засіб (бані впритул до центрального об'єму) використав і Вартоломей Растреллі при побудові висотної частини Смольного собору в Санкт-Петербурзі[7].

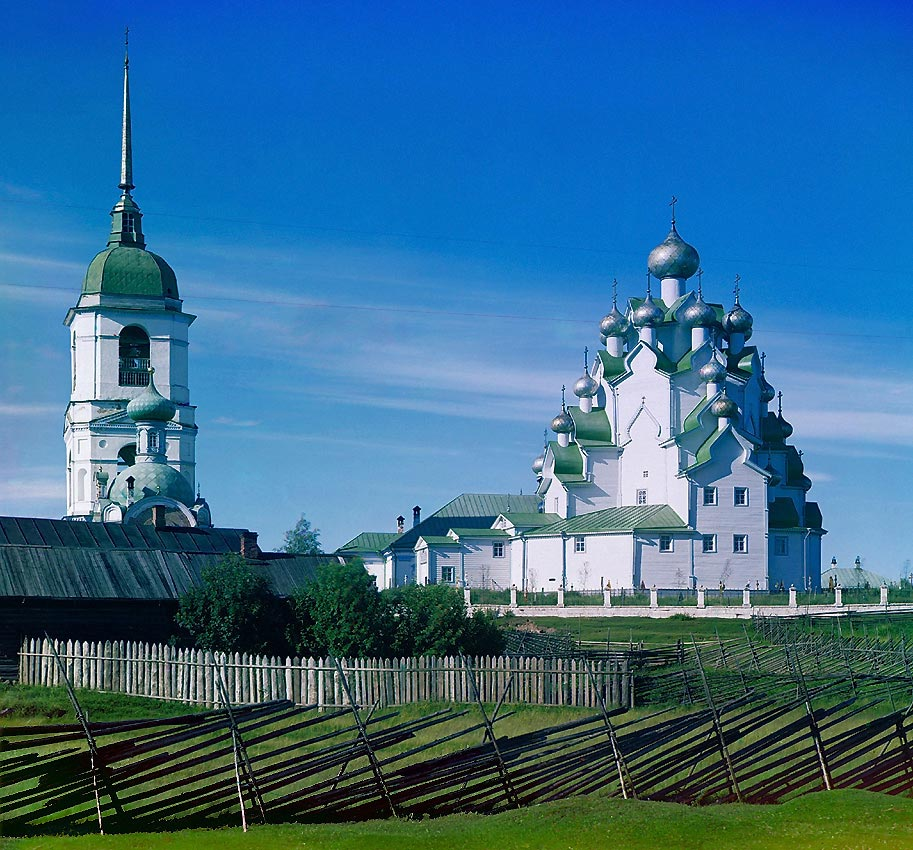
Покровський храм, фото 1909 року (зникла).

- Найпліднішою була північна архітектурна школа, що склалася в долині річки Онега і в Карелії. Серед видатних ярусних церков, що передували побудові уславленої Преображенської церкви в Кіжах, датованої 1714 роком -

- ярусна Богородицька церква 1552 р. (село Холм, Костромська обл. знищена)
- багатобанна Іллінська церква 1659 р. (село Чухчерьма, Архангельська обл.)
- багатобанна Нікольська церква 1678 р. (село Бережная Дубрава, Архангельська обл.)
- Предтеченська церква (перша чверть 18 ст., село Шуя, Карелія)
- Покровський храм (Анхімово) (1708 рік, село Анхімово, Витегорський район, Вологодська область, зникла внаслідок пожежі 1963 року). Останній храм викликає найбільшу зацікавленість, бо його архітектурний образ мав дещо спільне з Преображенською церквою в Кіжах. Аби якось зарадити зникненню і знищенню дерев'яних шедеврів в провінціях, прототип церкви в Анхімово відтворили в Санкт-Петербурзі.

Але ярусні, дерев'яні храми будували і після створення створення Преображенської церкви в Кіжах. Про це свідчать -
- унікальна Богоявленська церква (Палтога) 1733 року (село Палтога, Вологодська область, яка завалилася без догляду і реставрації в 2009 році)
- ефектна Покровська церква 1764 року, яку зберігає історико-архітектурний музей в Кіжах.

Серед зниклих дерев'яних пам'яток архітектури —
- храми на берегах річок Онега, на Кенозері та Мезені, вздовж Білого моря
- дерев'яні господарські комплекси численних сіл (виняток — музеєфікована частина села Семенково, Вологодська область)
- подорожні палаци російських імператорів (палац Петра І в Стрельні — реставраційне відновлення)
- Літні палаци Анни Іванівни і Єлизавети Петрівни
- дерев'яній Петровський палац на Петровському острові Санкт-Петербурга, згорів в 1912 р. (архітектор Антоніо Рінальді)[8]
- практично всі малі дерев'яні садиби небагатих дворян доби класицизму (садиба Захарово, Спаське-Лутовиново — реставраційні відновлення)
- більшість дерев'яних дач доби капіталізму
- масами зникає дерев'яна міська забудова (Вологда, Нижній Новгород, Томськ, Москва, Іркутськ)

Ніде в Європі загибель і знищення історико-архітектурного і культурного спадку країни, що зростали після більшовицького перевороту 1917 р., не досягали таких загрозливих масштабів. Адже кам'яні споруди в Володимирі, в Москві, Новгороді, і Санкт-Петербурзі — не досягали і одного відсотка. Вся неосяжна, провінційна Росія століттями мешкала, молилась і господарювала в дерев'яних спорудах.

## Петро Барановський і проблеми рятування пам'яток

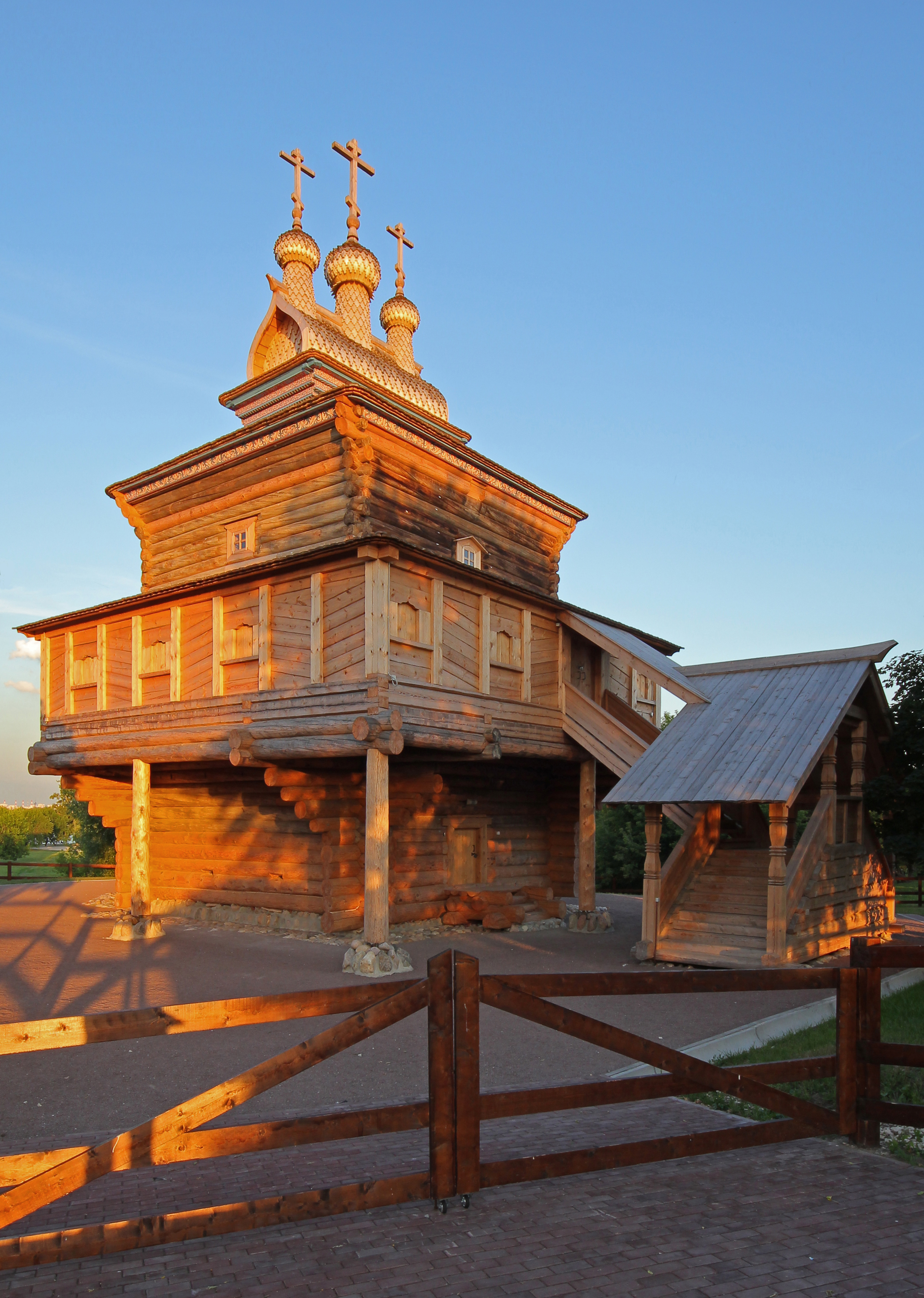
Церква Георгія Змієборця, 1685 р.

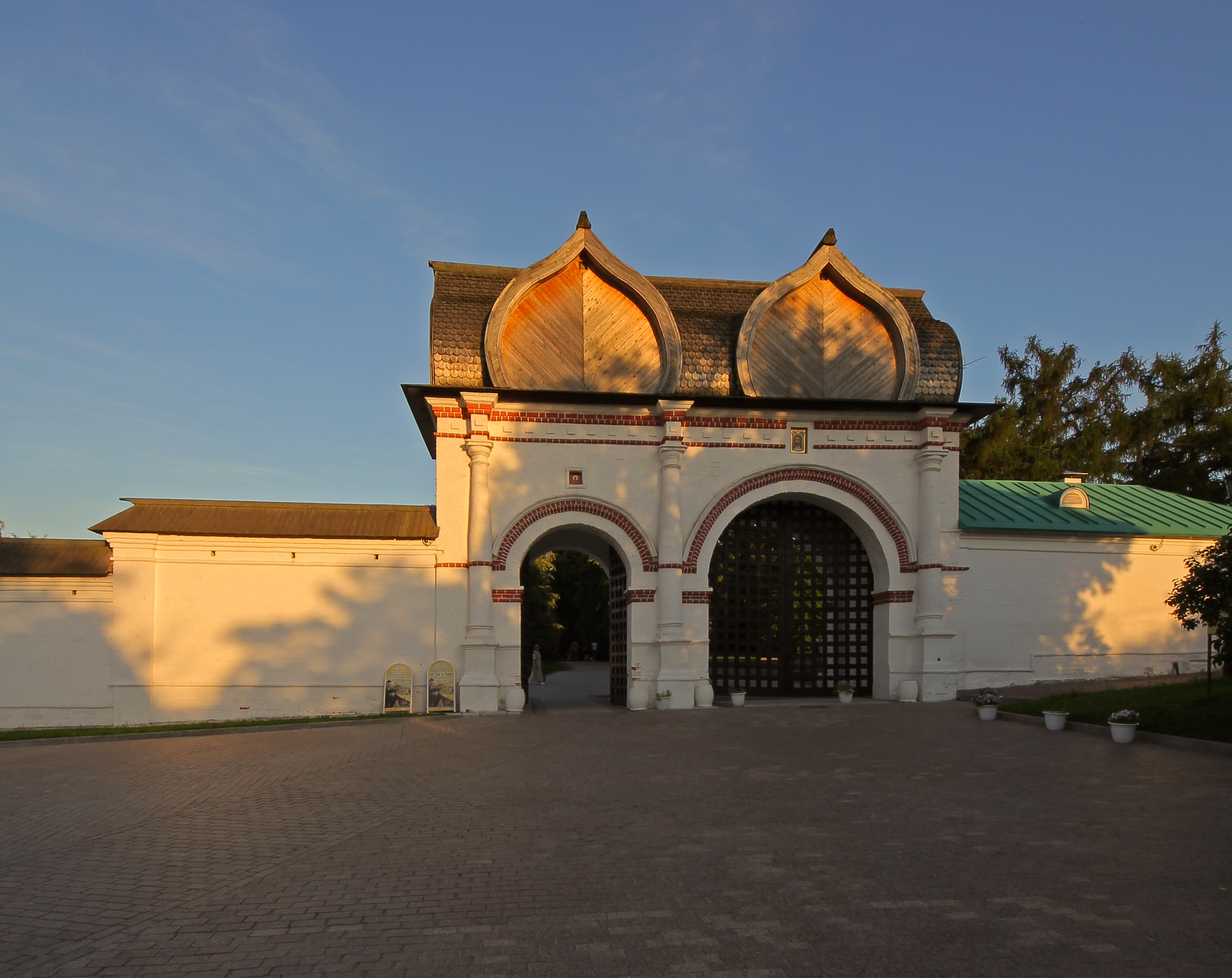
Коломенське, Спаська брама з дахом шістьма діжками
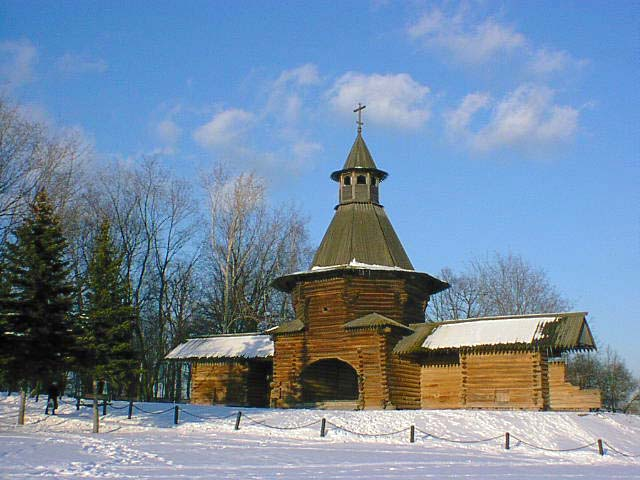
Коломенське, вежа колишнього Ніколо-Корельського монастиря

У 1924 р. Барановський Петро Дмитрович домігся дозволу на створення музею народної архітектури і мистецтва в Коломенському (Москва). Після створення музею був призначеним його першим директором. Як фахівець-музейник розшукав і вивіз в новостворений музей пам'ятки дерев'яної архітектури з В'ятського краю, Сибіру, Карелії. Аби заплутати бюрократів Москви у звітах писав: «Програма і науковий метод створення музейного містечка народної архітектури». Хитрість вдалася. До музею в Коломенське він і його співробітники вивозили церковні дзвони, стародавні кахлі, антикварні і старі меблі, баштові куранти, твори ковалів, зразки дерев'яного різьблення, ткацькі вироби, креслення архітекторів і малюнки будівничих.

## Російські музеї дерев'яної архітектури

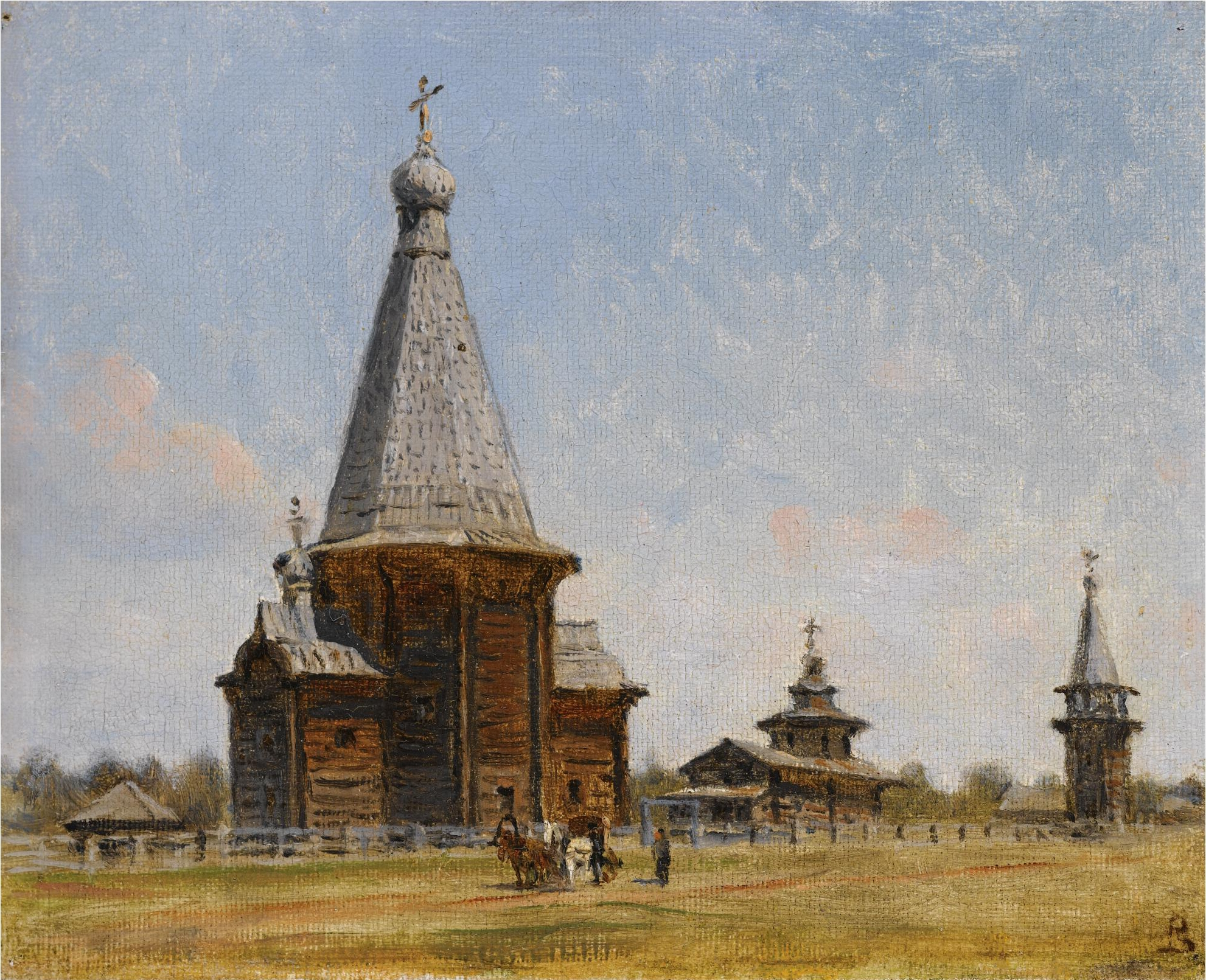
Верещагін Василь Васильович. « Дерев'яна архітектура на Півночі Росії», 1894 р. (?)

- Малі Корели, Архангельська область.
- Вітославлиці, Великий Новгород.
- Державний історико-архітектурний музей «Кіжи»
- Коломенське, Москва
- Нижнє-Синячихинський музей-заповідник дерев'яної архітектури та народного мистецтва (Нижня Синячиха, Свердловська область).
- Так званий «130-й квартал Іркутська» або «Іркутська слобода».